# Hannover 96

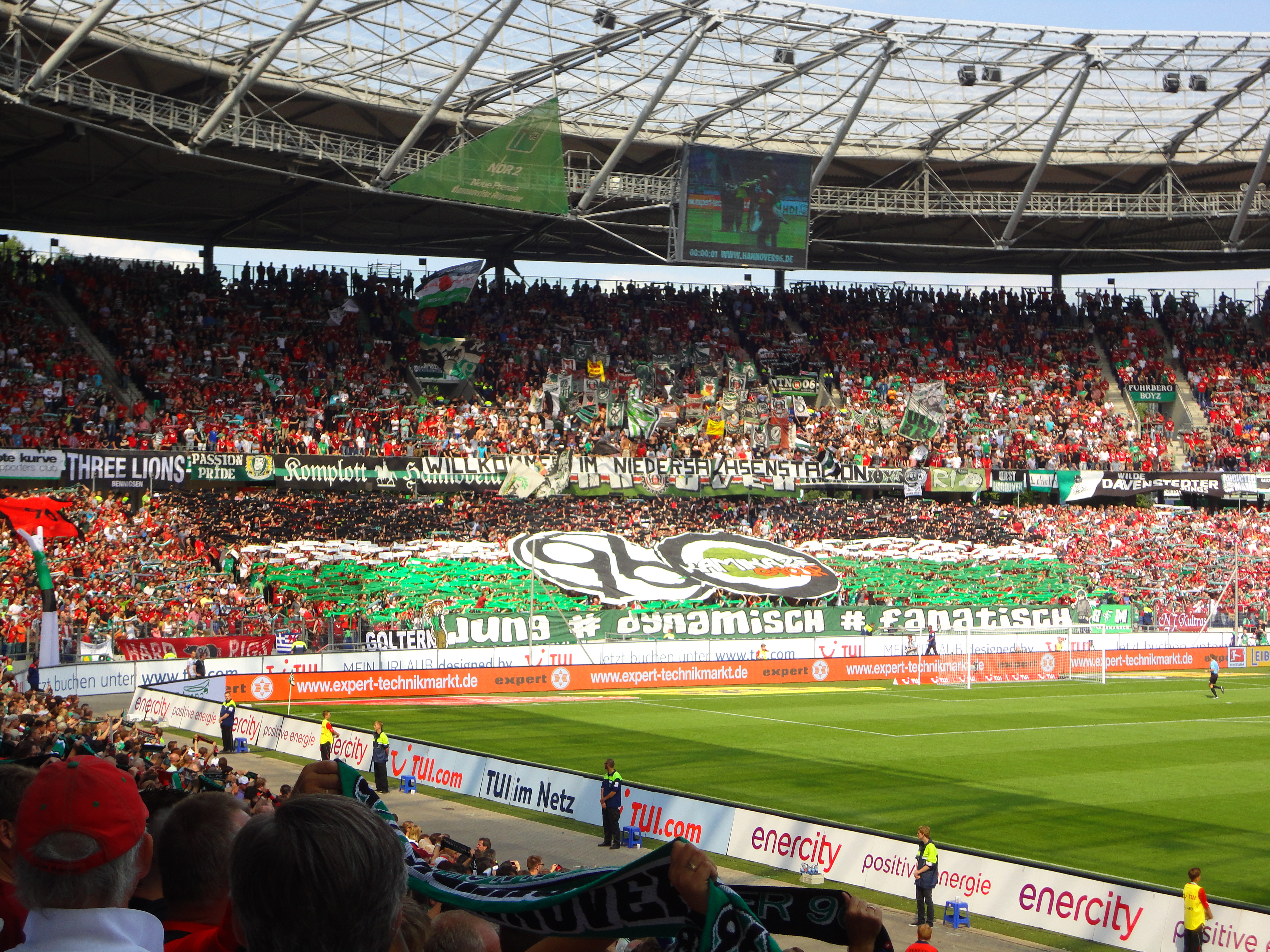
Choreografie der hannoverschen Fans gegen den VfL Wolfsburg am 1. Spieltag der Saison 2013/14 am 10. August 2013

Der Hannoversche Sportverein von 1896 e. V., allgemein bekannt als Hannover 96, ist ein Sportverein in Hannover.
Mit insgesamt 23.000 Mitgliedern, darunter 6300 Aktive, ist Hannover 96 der größte Sportverein in Niedersachsen und zählt zu den 40 mitgliederstärksten Sportvereinen Deutschlands. Sein Sportangebot umfasst die Sportarten Badminton, Bowling, Darts, Fitness, Floorball, Fußball, Handicapsport, Leichtathletik, Roundnet, Schach, Schwimmen, Sportkegeln, Tanzen, Tischfußball, Tischtennis und Triathlon sowie die Abteilung „Tradition“ und die „Fanabteilung“.
Bekannt ist Hannover 96 vor allem durch seine Fußballer, die 1938 und 1954 Deutscher Meister wurden und überwiegend in der höchsten deutschen Spielklasse spielten. Im Jahre 1992 wurden die Profis als Zweitligist DFB-Pokalsieger, in den 2010er Jahren erreichten sie zweimal die K.O.-Phase der UEFA Europa League. Die Lizenzspielerabteilung ist seit dem 20. Dezember 1999 in die Hannover 96 GmbH & Co. KGaA ausgegliedert, deren Kommanditanteile seit Herbst 2014 vollständig von der Hannover 96 Sales & Service GmbH & Co. KG gehalten werden, die sich mehrheitlich im Eigentum von Matthias Kind befindet, einem Sohn des langjährigen Vereinspräsidenten Martin Kind. Die zur Geschäftsführung berechtigte und voll haftende Komplementärin ist die Hannover 96 Management GmbH, deren Anteile vollständig vom Verein gehalten werden, wodurch die 50+1-Regel gewahrt wird.
Obwohl Hannover 96 die Vereinsfarben Schwarz-Weiß-Grün hat, werden die Spieler der Fußballmannschaften von den Fans aufgrund der traditionell roten Heimtrikots „die Roten“ genannt. Das liegt daran, dass damals die Vereine HSC Hannover, Arminia Hannover und Hannover 96 alle die Vereinsfarben Schwarz-Weiß-Grün hatten. Die drei Vereine einigten sich darauf, dass Arminia Hannover in blauen Trikots spielt, der HSC Hannover in Schwarz-Weiß-Grün und Hannover 96 in Rot. Spätestens seit 1930 wurden die 96er in Zeitungen „Rothemden“ genannt. Bereits der Vorläufer Hannoverscher Fussball-Club von 1896 benutzte rote Trikots trotz der schwarz-weiß-grünen Vereinsfarben. Die Vereinshymne ist 96 – Alte Liebe.
Heimstadion der Mannschaft ist das 1954 erbaute Niedersachsenstadion, das heute den Sponsorennamen Heinz-von-Heiden-Arena trägt. Die Amateur-Fußballer von Hannover 96 trugen bis 2008 ihre Heimspiele im vereinseigenen Eilenriedestadion aus, dann spielten sie zunächst im heutigen Niedersachsenstadion und seit 2012 im Beekestadion, um 2016 nach dem Umbau des Eilenriedestadions wieder dorthin zurückzukehren. Am 17. Januar 2011 wurde die Straße, an der Stadion und Geschäftsstelle liegen, durch die Stadt Hannover von Arthur-Menge-Ufer nach dem verstorbenen 96-Torwart in Robert-Enke-Straße umbenannt.
Im Mai 2014 beschloss Hannover 96, auf dem Gelände des Eilenriedestadions ein Nachwuchsleistungszentrum zu errichten. Dem Denkmalschutz wird bei der Umgestaltung des historischen Stadions Rechnung getragen. Die Maßnahme wurde durch den Hockey-Club Hannover ermöglicht, indem dieser zustimmte, innerhalb des Eilenriedestadions umzuziehen.

## Erfolge
- Deutscher Meister: 1938, 1954
- DFB-Pokalsieger: 1992
- Norddeutscher Meister: 1954
- Deutscher Amateurmeister: 1960, 1964, 1965
- Meister der Gauliga Niedersachsen: 1935, 1938, 1941
- Deutscher Zweitligameister: 1975, 1987, 2002
- Intertoto Cup: 1967, 1972, 1973
- UEFA Europa League: Viertelfinale 2011/12, Sechzehntelfinale 2012/13
- Europapokal der Pokalsieger: 1. Runde 1992/93
- Niedersachsenpokalsieger: 1982 (Amateure), 1997, 1998

Die Profifußballmannschaft von Hannover 96 spielte mit Ausnahme der Saisons 1996/97 und 1997/98 immer in der jeweils höchsten oder zweithöchsten Spielklasse in Deutschland und wurde zweimal Deutscher Meister, 1938 und 1954. Insgesamt dreimal wurde Hannover Deutscher Amateurmeister: 1960, 1964 und 1965. 1992 gewannen die 96er als erster echter Zweitligist den DFB-Pokal. International war Hannover 96 zuletzt in der Saison 2012/13 in der UEFA Europa League vertreten. 96 nahm insgesamt in zehn Spielzeiten am Europäischen Vereinswettbewerb teil, sieben Mal am Messepokal, zweimal an der Europa League und einmal am Europapokal der Pokalsieger. Von 2002 bis 2016 spielte Hannover 96 durchgehend in der Bundesliga. In der Saison 2021/22 spielt der Verein in der 2. Bundesliga. In den ersten 56 Bundesligaspielzeiten 1963–2019 gehörte 96 in 30 Saisons der 1. Bundesliga an.

## Geschichte

### 1896–1938: Von der Vereinsgründung bis zur ersten Meisterschaft

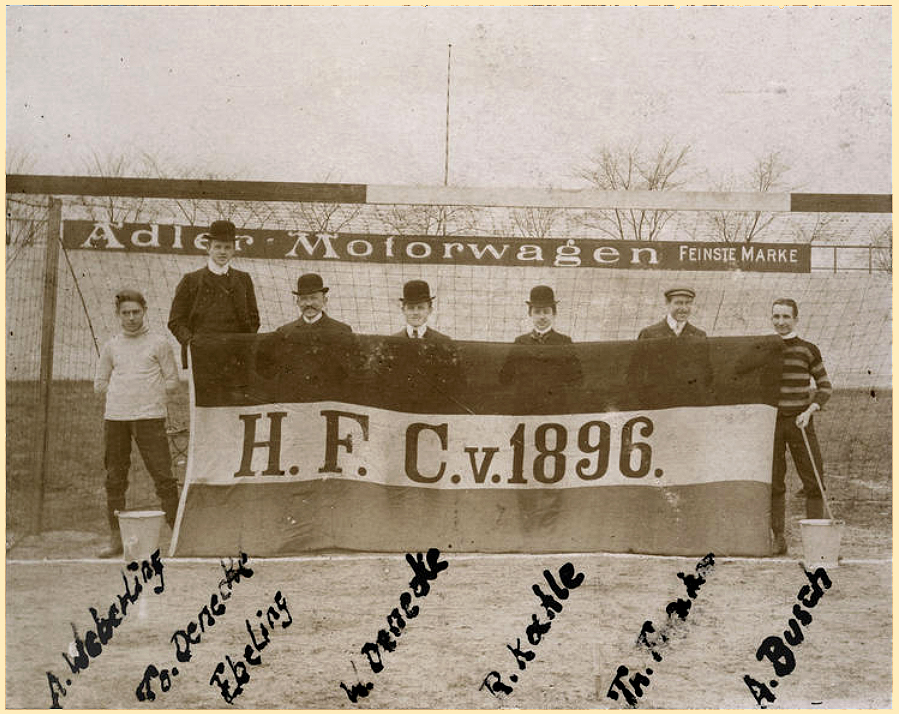
1905: Die erste Vereinsfahne des Hannoverschen Fußball Clubs von 1896 (H.F.C. v. 1896) auf dem Feld der Radrennbahn am Pferdeturm. Im Hintergrund ist ein Werbebanner für Adler-Motorwagen zu sehen.

Rugby-Mannschaft im Jahr 1897

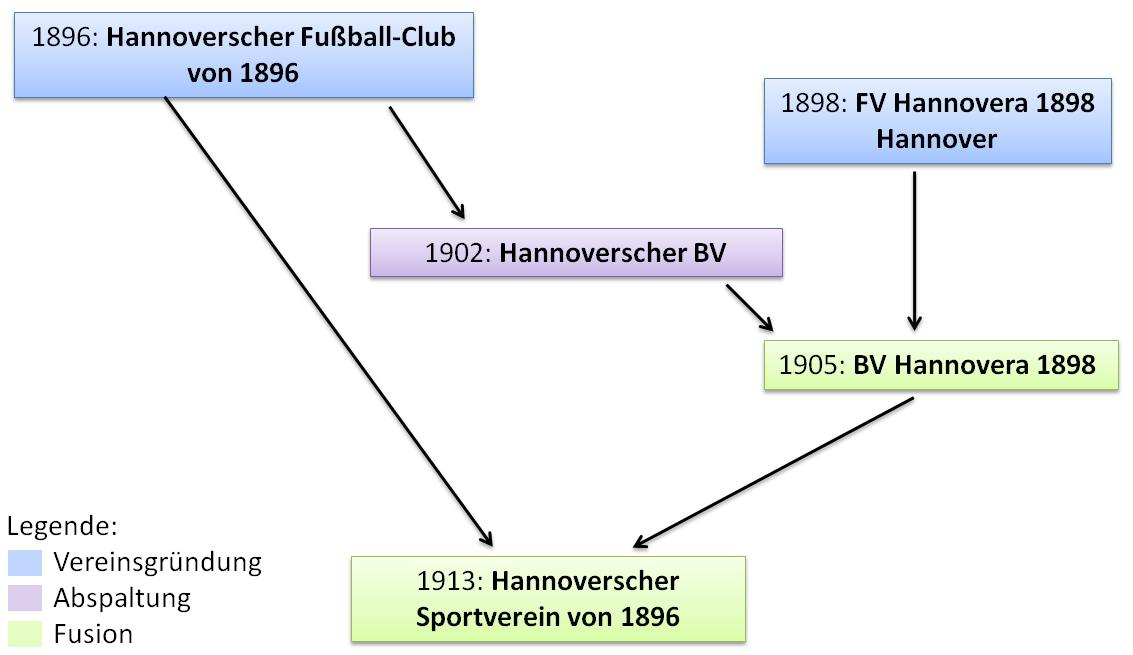
Stammbaum von Hannover 96

Ein wichtiger Förderer während der Entstehung von Hannover 96 war der Sportpionier Ferdinand Wilhelm Fricke. Am 12. April 1896 wurde Hannover 96 als Hannoverscher Fußball-Club von 1896 (HFC) gegründet. Trotz der Namensgebung des Vereins wurde zunächst wie in den meisten Vereinen Rugby gespielt, ehe der Verein sich 1899 dem in Deutschland populärer werdenden modernen Fußballspiel (Association Football) widmete. 1901 wurde aus dem Rugbyclub ein Fußballverein.
Ebenfalls ab 1901 wurde Max Senn aus der Schweiz als Spielführer und „einer der ersten Ausländer überhaupt im deutschen Fußball aktenkundig“. Er war eigentlich nach Hannover gekommen, um als kurzzeitiger Ausbilder bei dem Uhrmacher M. Stellmann zu arbeiten. Der Fußball-interessierte Schweizer, den Zeitzeugen als „hervorragenden Balltechniker“ beschrieben, schloss sich privat als Stürmer dem HFC an.
Am 3. Juli 1913 entstand der Hannoversche Sportverein von 1896 durch eine Fusion des Hannoverschen FC von 1896 mit dem BV Hannovera 1898. Letzterer entstand 1905 durch die Fusion des FV Hannovera 1898 Hannover und des 1902 vom HFC 1896 abgespaltenen Hannoverschen BV. 1902 hatten sich dem HFC 1896 bereits die Spieler von FV Germania 1902 Hannover angeschlossen. Von Anbeginn bis weit in die 1950er Jahre trug der Verein seine Spiele auf der hannoverschen Radrennbahn am Pferdeturm aus. Bei der Fusion 1913 wurden als Spieltracht schwarze Hosen und weiße Hemden beschlossen. Der Verein kehrte aber dann wieder zu den roten Trikots des HFC zurück.
1905 wurde der Hannoversche FC, der trotz der schwarz-weiß-grünen Vereinsfarben in roten Trikots antrat, erstmals Stadtmeister. Anschließend scheiterte er in der Endrunde um die norddeutsche Meisterschaft am späteren Erzrivalen Eintracht Braunschweig, was sich bis zum Beginn des Ersten Weltkrieges sechs Mal wiederholte. Innerhalb Hannovers spielte die Mannschaft zwar stets eine führende Rolle, ins überregionale Blickfeld traten die 96er aber erst in den 1930er Jahren. 1932 wurde mit Robert Fuchs erstmals ein hauptberuflicher Trainer für die Fußballspieler bei Hannover 96 beschäftigt. Robert Fuchs war insgesamt 16 Jahre (allerdings mit Unterbrechung) als Trainer bei 96 angestellt. Im August 1935 wurden mit Edmund Malecki und Fritz Deike erstmals zwei Spieler von Hannover 96 in die Nationalmannschaft berufen.
In der Saison 1937/38 wurde Hannover 96 zum ersten Mal Deutscher Meister im Fußball. Die Mannschaft erreichte das Endspiel durch ein 3:2 nach Verlängerung im Halbfinale in Dresden gegen den Hamburger SV. Das Finale wurde am 26. Juni 1938 in Berlin ausgetragen. Gegner war die in den 1930er Jahren dominierende Mannschaft des FC Schalke 04, die als hoher Favorit galt. Vor mehr als 90.000 Zuschauern lautete das Ergebnis 3:3 nach Verlängerung. In der Wiederholung des Endspiels, am 3. Juli 1938 erneut in Berlin vor diesmal über 94.000 Zuschauern ausgetragen, stand es nach der regulären Spielzeit erneut 3:3. Hannover 96 gelang in der Verlängerung der Siegtreffer zum 4:3 n. V. und damit eine kaum für möglich gehaltene Sensation: Hannover 96 war deutscher Fußballmeister 1938.
Folgende Spieler bestritten sowohl das erste Finale als auch das Wiederholungsspiel für die Roten: Ludwig Pritzer – Helmut Sievert, Willi Petzold – Johannes Jakobs, Ernst Deike, Ludwig Männer – Edmund Malecki, Ludwig Pöhler, Erich Meng, Peter Lay – Richard Meng. Auch Schalke 04 spielte beide Spiele in unveränderter Besetzung.
In den folgenden Jahren spielte 96 stets in der jeweiligen Gauliga.

### 1945–1963: Von der Wiedergründung bis zur Gründung der Bundesliga
Während der Besetzung Hannovers durch die Alliierten als Folge des Zweiten Weltkrieges wurde Hannover 96 im Jahr 1945 wie alle Vereine in Deutschland aufgelöst. 1946 erfolgte die Wiedergründung des Vereins. 1947 erreichte 96 am grünen Tisch die Aufnahme in die als höchste Spielklasse neu gegründete Oberliga. Gleich in der ersten Saison in der Oberliga-Nord musste die Mannschaft zunächst absteigen und begann damit 1949 erstmals in der Zweitklassigkeit. Nachdem Holstein Kiel nachträglich aus der Oberliga ausgeschlossen worden war und Hannover 96 einen garantierten Startplatz in der Oberliga für die Saison 1949/50 zugesprochen bekommen hatte, meldete der Verein die Mannschaft vom laufenden Spielbetrieb ab und bestritt den Rest der Saison ausschließlich mit Freundschaftsspielen.

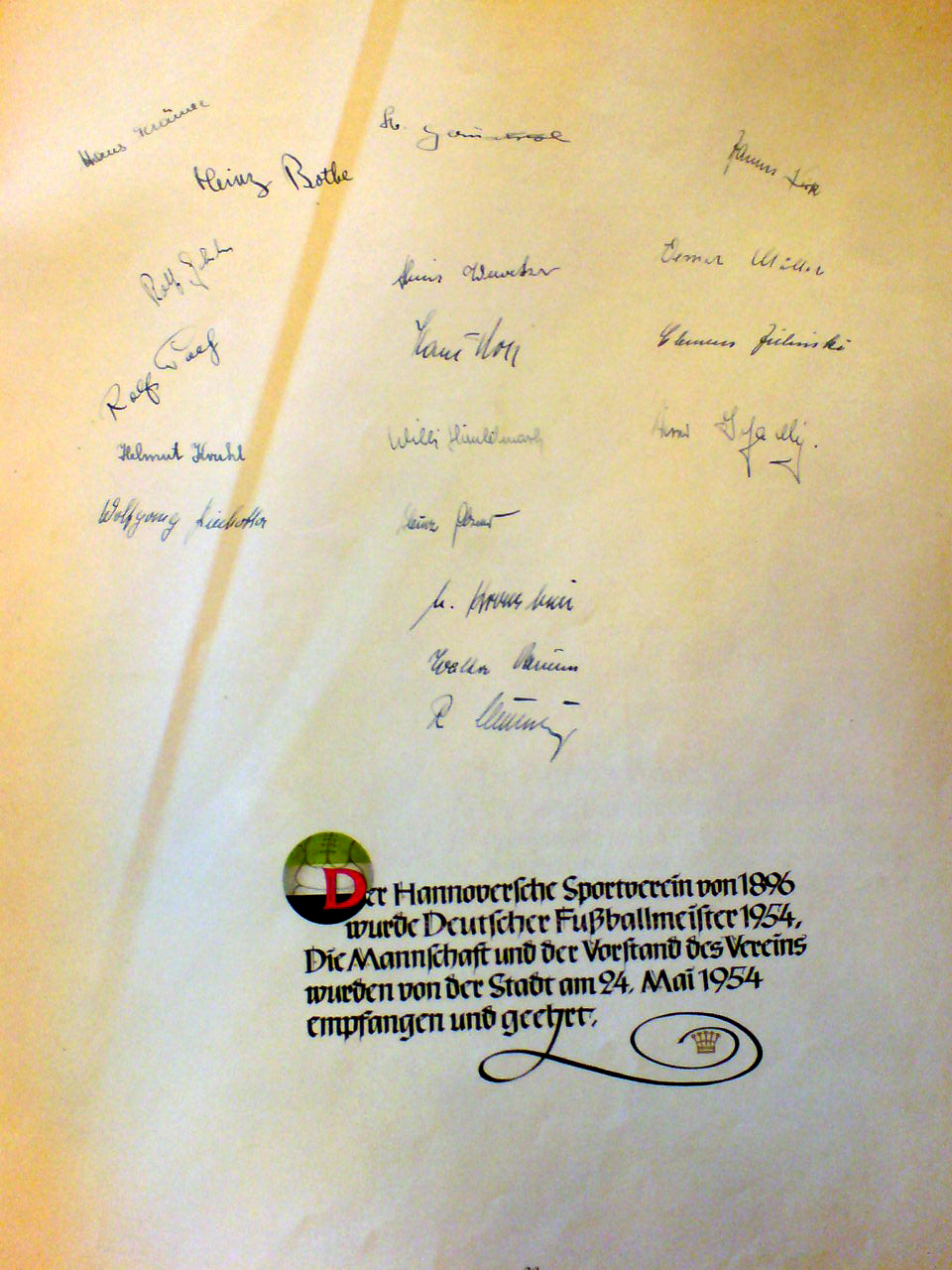
1954 trug sich Hannover 96 als Deutscher Fußballmeister ins Goldene Buch der Stadt Hannover ein

Ab 1949/50 war Hannover 96 wieder dauerhaft in der höchsten Spielklasse vertreten. 1952 wurde Helmut Kronsbein als neuer Trainer verpflichtet. 1953/54 gelang ihm mit einer namenlosen Elf, in der kein einziger Nationalspieler der späteren Weltmeistermannschaft aus Deutschland stand, nach einem Startrekord mit 22:0 Punkten in der Oberliga Nord der Gewinn der norddeutschen Meisterschaft und der Einzug in die Endrunde um die deutsche Meisterschaft. 96 schaffte in der Endrunde gegen den Berliner SV 92 und den VfB Stuttgart den Einzug ins Endspiel gegen den 1. FC Kaiserslautern. Das Finale wurde im Hamburger Volksparkstadion vor 80.000 Zuschauern ausgetragen. Kaiserslautern war klarer Favorit, da die Mannschaft viele Nationalspieler aufwies, die später in Bern Fußball-Weltmeister 1954 wurden. In Hamburg gab es am 23. Mai 1954 ebenfalls ein Wunder – der Außenseiter Hannover 96 besiegte Kaiserslautern nach einem 1:1 zur Halbzeit mit 5:1 und wurde zum zweiten Mal deutscher Fußballmeister.
Die Aufstellung der Roten im Finale: Hans Krämer – Helmut Geruschke, Hannes Kirk – Werner Müller, Heinz Bothe, Rolf Gehrcke – Heinz Wewetzer, Rolf Paetz, Hannes Tkotz, Klemens Zielinski, Helmut Kruhl. Gehrcke vertrat den verletzten Willi Hundertmark.

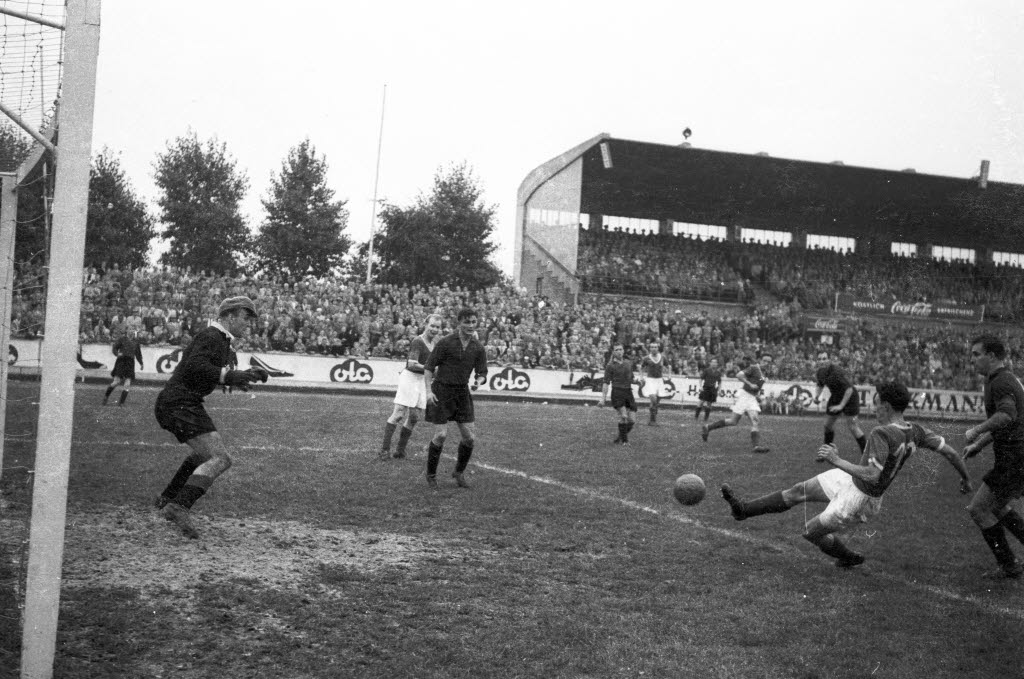
Auswärtsspiel bei Holstein Kiel (0:1), 22. September 1957

In der folgenden Saison belegte 96 Platz fünf in der Oberliga-Nord. 1956 schaffte die Mannschaft es erneut in die Endrunde zur deutschen Meisterschaft, wo sie gegen Kaiserslautern, Schalke 04 und den Karlsruher SC ausschied. Es war die letzte Teilnahme an einer Endrunde zur deutschen Meisterschaft. Spitzenspiele trug der Verein oft nicht in der heimischen Radrennbahn, sondern im Eilenriedestadion aus. Der zunehmende Wechsel zwischen beiden Spielstätten hatte mit dem Abriss der Radrennbahn 1959 ein Ende, wobei mit Gründung der Bundesliga dauerhaft das Niedersachsenstadion bezogen wurde.
1963 wurde Hannovers Antrag auf Eingliederung in die neu gegründete Bundesliga abgelehnt. Neben der direkten, sportlichen Qualifikation galten die sportlichen Leistungen gemäß der Zwölfjahreswertung sowie die wirtschaftliche Situation des Vereins als Kriterien für die Teilnahme an der Bundesliga. Hierbei zog Hannover 96, wenn auch knapp und in der formalen Wertung äußerst umstritten, den Kürzeren gegenüber Eintracht Braunschweig. Diese „Niederlage“ am grünen Tisch gegen den niedersächsischen Nachbarn aus Braunschweig wurde zum Anstoß einer bis heute bestehenden Rivalität zwischen den Fans dieser beiden Vereine. Hannover verpflichtete für die Regionalliga 1963 Werner Gräber von Duisburg 48/99, Horst Podlasly von Hamborn 07 und Walter Rodekamp vom FC Schalke 04, die sich alle als Verstärkungen erwiesen. Zudem wurde Eberhard Herbst von Preußen Münster geholt.
Hannover 96 qualifizierte sich anschließend in der Saison 1963/64 auf Anhieb durch sportlichen Erfolg für den Aufstieg in die Bundesliga und spielte dort die nächsten zehn Jahre. Als Trainer war 1963 erneut Helmut Kronsbein verpflichtet worden, der am 28. Juni 1964 den Aufstieg in die Bundesliga mit einem 3:1 gegen Hessen Kassel erreichte. In der Aufstellung Horst Podlasly – Heinz Steinwedel, Klaus Bohnsack – Winfried Mittrowski, Otto Laszig, Bodo Fuchs – Fred Heiser, Werner Gräber, Walter Rodekamp, Udo Nix, Georg Kellermann wurde der Aufstieg perfekt gemacht.

### 1964–1974: Bundesliga
| Saisondaten 1964–1974 0 | Saisondaten 1964–1974 0 | Saisondaten 1964–1974 0 | Saisondaten 1964–1974 0 | Saisondaten 1964–1974 0 |
| ----------------------- | ----------------------- | ----------------------- | ----------------------- | ----------------------- |
| Saison                  | Liga                    | Platz                   | Punkte                  | Zuschauer               |
| 1964/65                 | Bundesliga              | 05.                     | 33:27                   | 43.160                  |
| 1965/66                 | Bundesliga              | 12.                     | 30:38                   | 32.324                  |
| 1966/67                 | Bundesliga              | 09.                     | 34:34                   | 23.588                  |
| 1967/68                 | Bundesliga              | 10.                     | 34:34                   | 22.500                  |
| 1968/69                 | Bundesliga              | 11.                     | 32:36                   | 22.647                  |
| 1969/70                 | Bundesliga              | 13.                     | 30:38                   | 23.471                  |
| 1970/71                 | Bundesliga              | 09.                     | 33:35                   | 23.265                  |
| 1971/72                 | Bundesliga              | 16.                     | 23:45                   | 18.532                  |
| 1972/73                 | Bundesliga              | 16.                     | 26:42                   | 17.174                  |
| 1973/74                 | Bundesliga              | 18.                     | 22:46                   | 20.412                  |

#### Saisons 1964/65, 1965/66
In der Saison 1964/65 gelang Hannover als Aufsteiger mit 33:27 Punkten der fünfte Platz in der Bundesliga. Als Verstärkung erwies sich Karl-Heinz Mülhausen. Außerdem wurden Jürgen Bandura und Heiner Klose verpflichtet. Für die Saison 1965/66 verstärkte sich Hannover durch die Verpflichtungen von Hans Siemensmeyer und Stefan Bena. Am 23. April 1966 wurde Helmut Kronsbein wieder entlassen, weil er angeblich ein Geschenk von einem Spielervermittler angenommen hatte. Sein Nachfolger wurde Hannes Kirk, der mit den Amateuren von Hannover 96 in den Jahren 1964 und 1965 die deutsche Amateurmeisterschaft gewonnen hatte. In der zweiten Bundesligasaison erreichte Hannover 96 den zwölften Platz mit 30:38 Punkten, obwohl kein Stammspieler den Verein verlassen hatte.

#### Saisons 1966/67, 1967/68
Am 1. Juli 1966 übernahm Horst Buhtz das Training von Hannover 96. Außerdem wurden unter anderem Christian Breuer, Hermann Straschitz und Kaj Poulsen verpflichtet. 1967 holte Hannover unter anderem Hans-Josef Hellingrath, Josip Skoblar und Jupp Heynckes. Horst Buhtz erreichte mit Hannover in der Saison 1966/67 den neunten und in der Saison 1967/68 den zehnten Tabellenplatz. Sein Vertrag wurde danach nicht verlängert.

#### Saison 1968/69

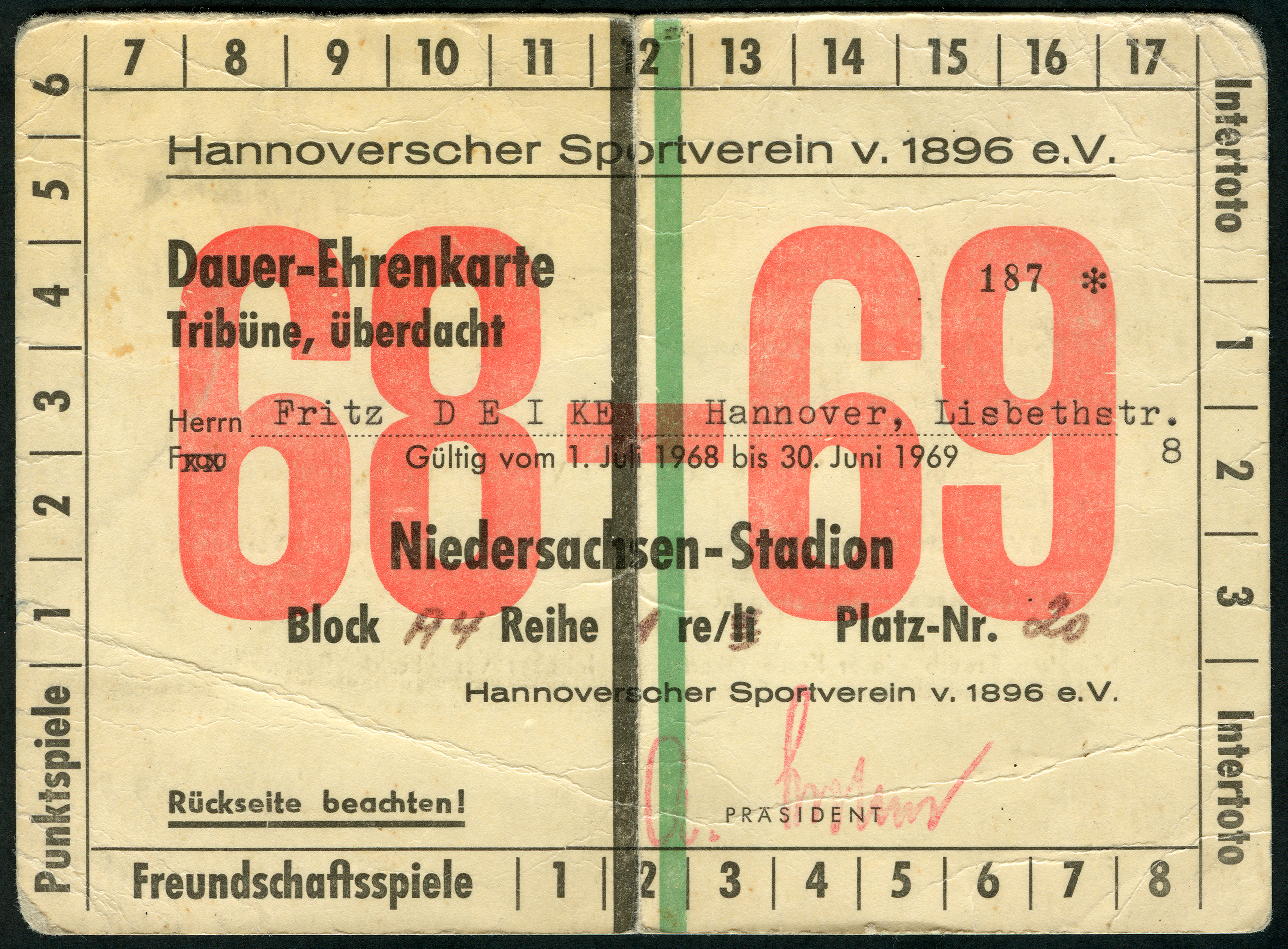
„Dauer-Ehrenkarte“ 1968/69 für Fritz Deike

Für die Saison 1968/69 verpflichtete der Verein den Trainer Zlatko Čajkovski. Als weitere Neuzugänge kamen nur Amateurspieler, von denen Rainer Zobel später am erfolgreichsten war. Neben Kaj Poulsen, Werner Gräber, Horst Grunenberg und Hermann Straschitz verließ der Nationalspieler Walter Rodekamp den Verein, was eine Schwächung bedeutete. Hannover wurde mit 32 Punkten Elfter. 1969 verstärkte Hannover sich durch die Verpflichtung von Zvezdan Čebinac. Peter Loof rückte aus dem Amateurkader in die Bundesligamannschaft auf.

#### Saison 1969/70
Zlatko Čajkovski hatte bereits angekündigt, seinen Vertrag nicht zu verlängern. Aufgrund der schlechten Leistungen der Mannschaft und weil er angeblich bereits während der Saison mit einem anderen Verein (TSV 1860 München) verhandelte, wurde er am 8. Dezember 1969 entlassen. Vorübergehend übernahm Amateurtrainer und Meisterspieler Rolf Paetz das Training, bis am 2. Januar 1970 Hans Pilz als neuer Trainer bis zum Saisonende verpflichtet wurde. Die Saison 1969/70 schloss Hannover 96 auf dem 13. Tabellenplatz ab.

#### Saison 1970/71
Zur Saison 1970/71 wurde als neuer Trainer Helmuth Johannsen geholt. Mit Christian Breuer, Jupp Heynckes, Josip Skoblar und Rainer Zobel hatten wichtige Spieler die Mannschaft verlassen, für die Horst Berg, Ferdinand Keller, Willi Reimann, Horst Bertl, Rudolf Nafziger und Hans-Joachim Weller geholt wurden. Hannover 96 sicherte in dieser Saison den Klassenerhalt zwei Spieltage vor Saisonende und schloss die Saison mit 33 Punkten auf dem neunten Tabellenplatz ab.

#### Saison 1971/72
Für die Saison 1971/72 holte Hannover 96 Burkhardt Öller als Nachfolger für den langjährigen Torwart Horst Podlasly, der 187 Bundesligaspiele für die Mannschaft absolviert hatte und seine Fußballlaufbahn beendete. Des Weiteren verstärkte sich der Verein durch die Verpflichtungen von Franz-Josef Pauly, Michael Polywka, Georg Beichle und Rolf Blau. Obwohl als bedeutsame Abgänge sonst nur Klaus Bohnsack, Zvezdan Čebinac und Claus Brune zu vermelden waren, gelang es der Mannschaft nicht, an die Leistungen der Vorsaison anzuknüpfen und man befand sich ständig in Abstiegsgefahr. Am 11. November 1971 wurde Helmuth Johannsen entlassen. Seinem Nachfolger Hans Hipp gelang der Klassenerhalt. Am Ende der Saison hatte Hannover mit 23 Punkten den 16. Tabellenplatz erreicht.

#### Saison 1972/73
Auch in der Saison 1972/73 spielte Hannover gegen den Abstieg, zumal mit Ferdinand Keller, Hans-Joachim Weller, Burkhardt Öller, Horst Berg, Michael Polywka und Rudolf Nafziger wichtige Spieler den Verein verlassen hatten, die nicht adäquat ersetzt werden konnten. Als Neuverpflichtungen gewann der Verein Karl-Heinz Mrosko, Ludwig Denz, Rolf Kaemmer und Eckhard Deterding. Während der Saison wurde noch Roland Stegmayer geholt. Am 1. März 1973 wurde Hans Hipp nach einer 0:2-Niederlage gegen den Hamburger SV entlassen und durch Hannes Baldauf ersetzt. Am Ende der Saison erreichte Hannover mit 26 Punkten erneut den 16. Rang, mit einem Punkt Vorsprung auf den Tabellenvorletzten. Erst durch einen 4:0-Auswärtssieg gegen den Wuppertaler SV wurde am letzten Spieltag der Klassenerhalt erreicht.

#### Saison 1973/74
Nachdem zu Beginn der Saison 1973/74 Rudolf Blau, Hans-Josef Hellingrath, Karl-Heinz Mrosko und während der Saison Eckhardt Deterding die Mannschaft verlassen hatten, war sie für die Bundesliga zu schwach. Mit Georg Damjanoff, Gerd Kasperski, Karlheinz Höfer, Roland Peitsch, Bernd Wehmeyer und Peter Dahl wurden zwar neue Spieler verpflichtet und zu Saisonbeginn wechselten sich torreiche Niederlagen mit Siegen ab, doch nach einer 1:3-Niederlage gegen Schalke rutschte Hannover 96 am 13. Spieltag erstmals in dieser Saison auf einen Abstiegsplatz. Nach einer 1:5-Niederlage gegen Bayern München trat Baldauf am 12. März 1974 als Trainer zurück, woraufhin der Verein den Meistertrainer Helmut Kronsbein zurückholte. Als Tabellenletzter stieg Hannover am Ende der Saison mit 22 Punkten aus der Bundesliga ab. Jürgen Bandura und Hans Siemensmeyer beendeten anschließend ihre Profikarrieren und Willi Reimann hatte bereits vor dem Abstieg einen Vertrag beim Hamburger SV unterschrieben.

### 1974–1989: Zwischen Erster und Zweiter Bundesliga
| Saisondaten 1974–1989 | Saisondaten 1974–1989 | Saisondaten 1974–1989 | Saisondaten 1974–1989 | Saisondaten 1974–1989 |
| --------------------- | --------------------- | --------------------- | --------------------- | --------------------- |
| Saison                | Liga                  | Platz                 | Punkte                | Zuschauer             |
| 1974/75               | 2. Bundesliga Nord    | 01.                   | 54-22                 | 15.979                |
| 1975/76               | Bundesliga            | 16.                   | 27-41                 | 28.312                |
| 1976/77               | 2. Bundesliga Nord    | 05.                   | 43-33                 | 08.758                |
| 1977/78               | 2. Bundesliga Nord    | 05.                   | 43-33                 | 06.058                |
| 1978/79               | 2. Bundesliga Nord    | 15.                   | 34-42                 | 05.963                |
| 1979/80               | 2. Bundesliga Nord    | 03.                   | 52-24                 | 10.413                |
| 1980/81               | 2. Bundesliga Nord    | 04.                   | 56-28                 | 08.267                |
| 1981/82               | 2. Bundesliga         | 05.                   | 45-31                 | 10.929                |
| 1982/83               | 2. Bundesliga         | 12.                   | 36-40                 | 03.082                |
| 1983/84               | 2. Bundesliga         | 14.                   | 32-44                 | 03.542                |
| 1984/85               | 2. Bundesliga         | 02.                   | 50-26                 | 14.826                |
| 1985/86               | Bundesliga            | 18.                   | 18-50                 | 25.497                |
| 1986/87               | 2. Bundesliga         | 01.                   | 56-20                 | 18.973                |
| 1987/88               | Bundesliga            | 10.                   | 31-37                 | 20.967                |
| 1988/89               | Bundesliga            | 18.                   | 19-49                 | 14.933                |

#### Saisons 1974/75, 1975/76
Für die Saison 1974/75 verstärkte sich der Verein mit Wolfgang Lex und Herbert Meyer. Während der Saison wurde noch Bernd Wehmeyer verpflichtet. Dem Meistertrainer Helmut Kronsbein gelang mit Hannover 96 der direkte Wiederaufstieg in die Bundesliga.
Mit Gerd Kasperski und Roland Peitsch verließen wichtige Spieler den Verein. In der Saison kehrte auch Wehmeyer zu Bielefeld zurück. Bekannte Neuverpflichtungen waren Paul Holz, Wolfgang Lüttges, Jürgen Weber und Peter Hayduk. Auch Günter Wesche von Arminia Hannover erwies sich als Verstärkung. Aus der Jugend kam Jürgen Milewski, der in seinem ersten Jahr auf fünf Einsätze kam und später zum Stammspieler wurde. Nach der Hinrunde wurde noch der ehemalige Nationalspieler Klaus Wunder von Bayern München geholt. Bereits im ersten Bundesligajahr seit dem Wiederaufstieg musste Hannover 96 als Tabellen-16. in die 2. Bundesliga zurück.

#### Saisons 1976/77, 1977/78, 1978/79
Nach dem Abstieg verließen mehrere Spieler die Mannschaft: Georg Damjanoff, Peter Hayduk, Karlheinz Höfer, Rolf Kaemmer, Wolfgang Lex und Herbert Meyer. Kronsbein war im Januar 1976 entlassen und durch Hannes Baldauf ersetzt, aber ein Jahr später zum vierten Mal bis 1978 eingestellt worden. Frank Pagelsdorf und der aus Bielefeld zurückgekehrte Wehmeyer verstärkten Hannover.
In den Folgejahren verfehlte die Mannschaft mal mehr und mal weniger knapp die Aufstiegsränge zur Bundesliga. In den Saisons 1976/77 und 1977/78 erreichte Hannover 96 den fünften Tabellenplatz in der Nordstaffel. Am 24. April 1978 wurde dem Verein die Lizenz für die Zweite Bundesliga Nord verweigert. Auf dem Gnadenweg wurde am 15. Mai 1978 doch noch die Lizenz erteilt. Peter Dahl, Reinhard Dittel, Franz-Josef Pauly, Jürgen Weber und Peter Bengsch wurden verkauft. Auch Helmut Kronsbein verließ die Mannschaft und wurde durch Anton Burghardt ersetzt. Hannover erreichte in der Saison 1978/79 den 15. Tabellenplatz.

#### Saisons 1979/80, 1980/81, 1981/82
Danach verließen unter anderem Wolfgang Lüttges, Frank Pagelsdorf, Günter Wesche, Klaus Wunder, Jürgen Milewski, Hans-Herbert Blumenthal und Rainer Stiller den Verein. Wichtige Neuverpflichtungen waren Torwart Heinz Blasey, der Rückkehrer Eckhard Deterding und Heiko Mertes. Erfolgreichster Neuzugang in diesem Jahr war der Torjäger Dieter Schatzschneider vom OSV Hannover. Überraschend errang die Mannschaft in der Saison 1979/80 den dritten Tabellenplatz unter Leitung des Trainers Diethelm Ferner, der den Trainerposten von 1979 bis 1982 bekleidete.
Nach der Rückkehr von Peter Hayduk und den Neuverpflichtungen Bernd Gorski, Karl-Heinz Mrosko und dem Torwart Jürgen Rynio, der den abgewanderten Heinz Blasey ersetzte, qualifizierte sich Hannover als Vierter der Saison 1980/81 mit den Verstärkungen Bernd Dierßen, Norbert Bebensee, Gerhard Kleppinger und Karsten Surmann für die eingleisige Zweite Bundesliga. In dieser Zeit überzeugten vor allem Dieter Schatzschneider, der lange Zeit die Ewige Torschützenliste der Zweiten Liga anführte, Torwart Jürgen Rynio und Mittelfeldspieler Bernd Dierßen. In der eingleisigen Zweiten Liga erreichte Hannover 96 in der Saison 1981/82 den fünften Platz.

#### Saisons 1982/83, 1983/84, 1984/85
Am 28. November 1982 wurde Ferner als Trainer entlassen. Der Verein verpflichtete für den Trainerposten Gerd Bohnsack, der in der Saison 1982/83 den zwölften Platz erreichte. 1983 verpflichtete der Verein Martin Giesel, Bastian Hellberg, Werner Lorant und Bernd Thiele. Im Gegenzug verließ Dierßen die Mannschaft.
Bohnsack wurde am 24. Oktober 1983 entlassen. Als seinen Nachfolger setzte der Verein am darauffolgenden Tag Werner Biskup ein, der in seinem ersten Jahr (Saison 1983/84) den 14. Tabellenplatz erreichte. 1984 kamen von Arminia Hannover noch Michael Gue und Maximilian Heidenreich und Franz Gerber, während Lorant bereits nach einem Jahr wieder Hannover verließ. Stammspieler wurde auch der von den eigenen Amateuren aufgerückte Matthias Kuhlmey.
In der Saison 1984/85 gelang der jungen Mannschaft unter Leitung von Werner Biskup die Rückkehr in die Bundesliga.

#### Saisons 1985/86, 1986/87, 1987/88, 1988/89
Nach dem Aufstieg wurden 1985 unter anderem Siegfried Reich, Wayne Thomas, Jürgen Baier sowie während der Saison Jürgen Fleer und Roman Geschlecht geholt. Wie bereits zehn Jahre zuvor hielt sich Hannover 96 in der Bundesligasaison 1985/86 nicht in der Liga, landete auf dem letzten Tabellenplatz und trat den direkten Abstieg in die Zweite Liga an.
In der Saison 1986/87 wurde der erneute Wiederaufstieg anvisiert: Die Mannschaft startete unter Trainer Jürgen Wähling sehr erfolgreich. Nach drei Siegen zum Saisonauftakt kamen zum Zweitliga-Heimspiel gegen den SSV Ulm 1846 40.000 Zuschauer, für die von Zuschauerschwund geprägten 1980er Jahre außergewöhnlich viele. Die Mannschaft schaffte den direkten Wiederaufstieg und in der darauffolgenden Saison 1987/88 als Tabellenzehnter den Klassenerhalt. In der Rückrunde gewann Hannover 96 gegen Bayern München und trug damit zur Meisterschaft des Nachbarn Werder Bremen bei. In der Folgesaison 1988/89 stieg Hannover 96 erneut ab.
Einer der beständigsten 96-Spieler war Karsten Surmann, der von 1980 bis 1992 im Mittelfeld spielte und über mehrere Jahre Mannschaftskapitän war.

### 1989–1996: Zweite Bundesliga, Pokalsieg und Abstieg in die Regionalliga
| Saisondaten 1989–1996 | Saisondaten 1989–1996 | Saisondaten 1989–1996 | Saisondaten 1989–1996 | Saisondaten 1989–1996 |
| --------------------- | --------------------- | --------------------- | --------------------- | --------------------- |
| Saison                | Liga                  | Platz                 | Punkte                | Zuschauer             |
| 1989/90               | 2. Bundesliga         | 08.                   | 38-38                 | 8.127                 |
| 1990/91               | 2. Bundesliga         | 10.                   | 38-38                 | 7.195                 |
| 1991/92               | 2. Bundesliga Nord    | 05.                   | 34-30                 | 8.755                 |
| 1992/93               | 2. Bundesliga         | 09.                   | 48-44                 | 6.664                 |
| 1993/94               | 2. Bundesliga         | 12.                   | 37-39                 | 7.721                 |
| 1994/95               | 2. Bundesliga         | 12.                   | 31-37                 | 9.807                 |
| 1995/96               | 2. Bundesliga         | 16.                   | 37                    | 9.720                 |

Von 1989 bis 1996 gehörte Hannover 96 für sieben Spielzeiten der 2. Bundesliga an.

#### Saisons 1989/90, 1990/91
In den ersten beiden Zweitligasaisons nach dem Bundesligaabstieg belegte Hannover 96 Plätze im Tabellenmittelfeld. Die Saison 1989/90 beendete Hannover 96 auf dem achten Tabellenplatz, die Folgesaison 1990/91 auf dem zehnten Tabellenplatz. In beiden Saisons verzeichnete die Mannschaft ein ausgeglichenes Punkteverhältnis von 38:38 bei zwölf Siegen, 14 Unentschieden und zwölf Niederlagen.

#### Saison 1991/92
Als Folge der Integration der Vereine aus der ehemaligen DDR trennte sich die 2. Bundesliga für die Saison 1991/92 in eine Süd- und eine Nordgruppe. In der letzteren belegte Hannover 96 den fünften Platz. Geprägt wurde diese Saison weniger von den Ligaspielen, sondern vielmehr vom erfolgreichen Auftreten im DFB-Pokal: Unter Leitung des Trainers Michael Lorkowski gelang es dem Verein, als zweitem Zweitligisten nach den Kickers Offenbach 1969/70, den Pokal zu gewinnen. Die Mannschaft besiegte dabei mit dem VfL Bochum, Borussia Dortmund, Karlsruher SC, Werder Bremen sowie im Finale Borussia Mönchengladbach fünf Bundesligisten. Torwart Jörg Sievers avancierte zum Pokal-Helden, indem er sowohl im Halbfinale gegen Bremen (7:6 nach Elfmeterschießen) als auch im Finale (4:3 nach Elfmeterschießen) mehrere Elfmeter parierte. Im Halbfinale hatte er den entscheidenden Elfmeter für Hannover zudem selbst verwandelt.
Die Spieler, die das DFB-Pokal-Finale für Hannover gewannen, waren: Jörg Sievers – Roman Wójcicki, Jörg-Uwe Klütz, Axel Sundermann – Michael Schjønberg, Oliver Freund, Jörg Kretzschmar, Karsten Surmann, Bernd Heemsoth (119. Matthias Kuhlmey) – Miloš Đelmaš, Michael Koch (68. Uwe Jursch).

#### Saison 1992/93, 1993/94
Nach dem Gewinn des DFB-Pokals durfte Hannover 96 im Europapokal der Pokalsieger 1992/93 starten. Das Los für die erste Runde des Wettbewerbs fiel unglücklich aus: In dem Wettbewerb startete eine Mannschaft pro Nation, außerdem der Europacup-Sieger des Vorjahres. Statt einer internationalen Mannschaft wurde ausgerechnet Titelverteidiger Werder Bremen zugelost. Nach einer 1:3-Auswärtsniederlage gelang im Rückspiel in Hannover ein 2:1-Sieg, sodass die Mannschaft den Einzug in die zweite Runde verpasste.
Die Saison 1992/93 schloss Hannover 96 auf dem neunten Tabellenplatz, die Saison 1993/94 auf dem zwölften Tabellenplatz ab.

#### Saison 1994/95
In der Saison 1994/95 wurden große finanzielle Anstrengungen unternommen, um zum Vereinsjubiläum wieder in der Bundesliga zu spielen. Unter anderem wurden Günter Hermann als Libero, Uwe Harttgen im defensiven Mittelfeld und Stefan Studer als Linksaußen verpflichtet, die gemeinsam mit dem Sturmduo Torsten Gütschow und Andrzej Kobylański Garanten für den Aufstieg werden sollten. Doch mit Trainer Rolf Schafstall geriet die Mannschaft in den Abstiegskampf. In der Mitte der Saison verpflichtete der Verein Peter Neururer, der die Mannschaft auf einem Abstiegsplatz übernahm und bis zu seinem letzten Spiel als Trainer am 32. Spieltag weiterhin gegen den Abstieg kämpfen musste. In den 20 Spielen unter Neururer stand dabei eine ordentliche Bilanz von sieben Siegen, sieben Unentschieden und sechs Niederlagen zu Buche. Noch vor dem Ende der Saison überwarf sich Neururer mit dem Vorstand, wurde entlassen und durch Interimstrainer Miloš Đelmaš ersetzt. Der Klassenerhalt wurde am vorletzten Spieltag gesichert.

#### Saison 1995/96
In der Saison 1995/96 sollte der Trainer Egon Coordes den Aufstieg herbeiführen, doch alle Leistungsträger waren gegangen. Coordes wurde im Laufe der Saison entlassen und Jürgen Stoffregen übernahm die Mannschaft, ohne eine Änderung herbeiführen zu können. Im Jubiläumsjahr der Vereinsgründung stieg Hannover 96 in die Regionalliga ab.

### 1996–2002: Von der Regional- in die Bundesliga
| Saisondaten 1996–2002 | Saisondaten 1996–2002 | Saisondaten 1996–2002 | Saisondaten 1996–2002 | Saisondaten 1996–2002 |
| --------------------- | --------------------- | --------------------- | --------------------- | --------------------- |
| Saison                | Liga                  | Platz                 | Punkte                | Zuschauer             |
| 1996/97               | Regionalliga Nord     | 01.                   | 83                    | 10.436                |
| 1997/98               | Regionalliga Nord     | 01.                   | 89                    | 08.117                |
| 1998/99               | 2. Bundesliga         | 04.                   | 57                    | 19.229                |
| 1999/00               | 2. Bundesliga         | 10.                   | 44                    | 12.629                |
| 2000/01               | 2. Bundesliga         | 09.                   | 46                    | 10.881                |
| 2001/02               | 2. Bundesliga         | 01.                   | 75                    | 20.634                |

#### Saison 1996/97
Dem Abstieg in die Regionalliga folgte ein personeller Aderlass. Am Anfang der Saison 1996/97 waren vom alten Kader lediglich der Torwart Jörg Sievers sowie Carsten Linke und Kreso Kovacec geblieben. Doch der Neuaufbau gelang. Reinhold Fanz als Trainer und Franz Gerber als Manager stellten eine junge Mannschaft zusammen. 1997 wurde Hannover 96 mit fünf Punkten Abstand zum Tabellenzweiten Eintracht Braunschweig Regionalligameister. Zur Mannschaft gehörten unter anderem Otto Addo, Vladan Milovanović, Fabian Ernst, Kreso Kovacec und Dieter Hecking. Hannover scheiterte in der Relegation an Energie Cottbus in einem zweifelhaften Spiel: Das Flutlicht des Stadions ging mitten im Spiel aus und Anhänger der Gegenmannschaft riefen den 96-Spielern Otto Addo und Gerald Asamoah rassistische Beleidigungen zu und bewarfen sie mit Bananen.

#### Saison 1997/98
Im Verlauf der zweiten Regionalligasaison 1997/98 begann Vereinspräsident Utz Claassen während seiner kurzen Amtszeit von 74 Tagen mit einem Sanierungsplan, um die finanzielle Situation des Vereins zu verbessern. Er kündigte Manager Franz Gerber, worauf es zu einer offenen Rebellion aus der Fußballabteilung kam, an der sich auch die Mannschaft, verschiedene Mitarbeiter und andere Funktionsträger des Vereins beteiligten. Die Mannschaft rief unter anderem den damaligen niedersächsischen Ministerpräsidenten Gerhard Schröder zu Hilfe. In der Folge kam es zu Masseneintritten aus der Fanszene mit der Absicht, Claassen auf einer außerordentlichen Mitgliederversammlung abzuwählen. Dieser versuchte erfolglos, die neuen Mitglieder für nicht stimmberechtigt zu erklären, und wich einer Abstimmung anschließend durch Rücktritt aus. Zu Claassens Nachfolger wurde der Hörgeräte-Unternehmer Martin Kind gewählt, der die Strukturen des Vereins professionalisierte und eigenes Geld investierte.
1998 stieg Hannover 96 unter Reinhold Fanz als erneuter Regionalligameister und nach Relegationsspielen gegen Tennis Borussia Berlin wieder in die 2. Bundesliga auf und erreichte somit die Rückkehr in den Profifußball. Zahlreiche junge Spieler, die einige Jahre später in der Bundesliga und in den Nationalmannschaften Deutschlands (unter anderem Gerald Asamoah, Fabian Ernst, Sebastian Kehl) und Ghanas (Otto Addo) spielten, waren beteiligt. Der spätere 96-Trainer Dieter Hecking gehörte ebenfalls zur Aufstiegsmannschaft. Langjährige Spieler der 90er Jahre waren vor allem Torwart Jörg Sievers, der später lange Zeit als Torwarttrainer bei Hannover 96 arbeitete, und Abwehrspieler Carsten Linke.

#### Saisons 1998/99, 1999/2000 und 2000/01
Die Hinrunde der Saison 1998/99 schloss Hannover 96 auf dem elften Tabellenplatz ab und beteiligte sich im Laufe der Rückrunde noch am Aufstiegskampf: Der direkte Durchmarsch in die Bundesliga wurde auf dem vierten Tabellenplatz mit einem Punkt weniger als der Drittplatzierte SSV Ulm knapp verfehlt.
Auch in den beiden folgenden Saisons hatte Hannover 96 Kontakt zu den Aufstiegsrängen und befand sich zwischenzeitlich auf diesen, hielt sich jedoch nicht dort: Nach einem Heimsieg über Fortuna Köln am fünften Spieltag der Saison 1999/2000 erreichte Hannover 96 den dritten Tabellenplatz und fiel bis zum Ende der Hinrunde auf den zehnten Tabellenplatz zurück, auf dem Hannover 96 die Saison mit 44 Punkten abschloss. Der Abstand zu den Abstiegsrängen betrug neun Punkte, der Rückstand zu den Aufstiegsrängen 14 Punkte. In der Saison 2000/01 beendete Hannover 96 die Hinrunde mit 29 Punkten auf dem dritten Aufstiegsplatz und wurde im Endklassement Neunter, wiederum mit 14 Punkten Rückstand zu den Aufstiegsrängen und neun Punkten Abstand zu den Abstiegsplätzen.

#### Saison 2001/02
Nach mehreren Trainerwechseln (Reinhold Fanz (bis 1998), Franz Gerber (1999), Branko Ivanković (1999 bis 2000), Horst Ehrmantraut (2000 bis 2001)) übernahm Ralf Rangnick die Mannschaft am 1. Juli 2001 und führte sie in der Saison 2001/02 unmittelbar in die Bundesliga: Zum Ende der Hinrunde belegte Hannover 96 den zweiten Tabellenplatz, rückte im Verlauf der Rückrunde auf den ersten Tabellenplatz vor und setzte sich von den Verfolgern ab: Die Saison wurde mit 75 Punkten beendet, mit einem Vorsprung von zehn Punkten vor den Mitaufsteigern Arminia Bielefeld und VfL Bochum. Rangnick erfreute sich großer Beliebtheit bei den Fans, da er die Mannschaft erfolgreichen Offensivfußball spielen ließ.

### 2002–2004: Abstiegskampf
| Saisondaten 2002–2004 | Saisondaten 2002–2004 | Saisondaten 2002–2004 | Saisondaten 2002–2004 | Saisondaten 2002–2004 |
| --------------------- | --------------------- | --------------------- | --------------------- | --------------------- |
| Saison                | Liga                  | Platz                 | Punkte                | Zuschauer             |
| 2002/03               | Bundesliga            | 11.                   | 43                    | 36.499                |
| 2003/04               | Bundesliga            | 14.                   | 37                    | 23.479                |

#### Saison 2002/03
Die erste Bundesligasaison seit 13 Jahren war durch eine weiterhin offensive, aber nur noch teilweise erfolgreiche Spielweise geprägt. Typische Ergebnisse unter Leitung von Ralf Rangnick fielen auf beiden Seiten torreich aus, ein Umstand, der auch auf die fehlende Bundesliga-Erfahrung der Spieler zurückgeführt wurde. Zum Ende der Hinrunde stand Hannover 96 mit 16 Punkten auf Tabellenplatz 16. Der Klassenerhalt wurde am vorletzten Spieltag durch ein 2:2 gegen den Abstiegskampfkonkurrenten Borussia Mönchengladbach gesichert. Hannover 96 beendete die Saison mit einem Auswärtssieg gegen Mitaufsteiger Arminia Bielefeld und landete auf dem elften Tabellenplatz, mit sieben Punkten Abstand auf die Abstiegsränge. Mit acht Auswärtssiegen – mehr schaffte nur Meister Bayern München – überzeugte der Aufsteiger besonders auf fremden Plätzen.
Am 25. Februar 2003, kurz nach dem 22. Spieltag, begann der Umbau des Stadions. Dabei wurden die Leichtathletikbahn entfernt, die Tribünen näher ans Spielfeld gerückt und komplett überdacht. Die Maßnahmen dauerten fast zwei Jahre und kosteten rund 65 Millionen Euro. Während der Bauzeit ging der Spielbetrieb dort weiter, jedoch war das Fassungsvermögen des Niedersachsenstadions, das 2002 zur AWD-Arena umbenannt worden war, reduziert.

#### Saison 2003/04
Am Ende der Hinrunde der Folgesaison stand Hannover 96 auf dem elften Tabellenplatz mit 20 Punkten, sieben Punkte Abstand zu den Abstiegsplätzen. In die Rückrunde startete Hannover 96 mit einer Negativserie: Nach einer 0:1-Auswärtsniederlage gegen Borussia Mönchengladbach am 23. Spieltag wurde Ralf Rangnick beurlaubt. Als Nachfolger verpflichtete der Verein Ewald Lienen, der die Mannschaft in der Schlussphase der Saison zum Klassenerhalt führte. Hannover 96 stand am Ende der Saison auf Platz 14, mit fünf Punkten Abstand zu den Abstiegsplätzen.
| Saisondaten 2004–2009 | Saisondaten 2004–2009 | Saisondaten 2004–2009 | Saisondaten 2004–2009 | Saisondaten 2004–2009 |
| --------------------- | --------------------- | --------------------- | --------------------- | --------------------- |
| Saison                | Liga                  | Platz                 | Punkte                | Zuschauer             |
| 2004/05               | Bundesliga            | 10.                   | 45                    | 35.987                |
| 2005/06               | Bundesliga            | 12.                   | 38                    | 38.419                |
| 2006/07               | Bundesliga            | 11.                   | 44                    | 38.663                |
| 2007/08               | Bundesliga            | 08.                   | 49                    | 40.086                |
| 2008/09               | Bundesliga            | 11.                   | 40                    | 41.919                |

### 2004–2009: Etablierung im Bundesliga-Mittelfeld
In den folgenden fünf Saisons erreichte Hannover stets Platzierungen im Mittelfeld der Tabelle und verpasste jeweils die Qualifikation für die europäischen Wettbewerbe.

#### Saison 2004/05
Im Unterschied zum offensiven Stil seines Vorgängers legte Ewald Lienen verstärkt Wert auf Sicherheit in der Defensive. Dieses System wurde nicht immer als attraktiv angesehen, erwies sich aber als erfolgreich. Am Ende der Hinrunde der Saison 2004/05 stand der Verein mit 28 Punkten auf dem siebten Tabellenplatz und scheiterte mit 45 Punkten (Platz 10) nach dem 34. Spieltag knapp an einem UI-Cup-Platz. Erstmals seit dem Wiederaufstieg geriet Hannover 96 nicht in den Abstiegskampf.
Mit den wenigsten Gelben und Roten Karten erreichte Hannover 96 in der inoffiziellen Fairnesswertung den ersten Platz. Aufgrund zusätzlicher Kriterien in den UEFA-Regularien wurde jedoch Mainz 05 der Fair-Play-Platz in der Qualifikation zum UEFA-Cup zugesprochen.

#### Saison 2005/06
Präsident Martin Kind gab sein Amt zu Beginn der Saison 2005/06 überraschend ab. In der Folge ergaben sich Unklarheiten über die Neuverteilung der Kompetenzen zwischen Präsident Götz von Fromberg, Geschäftsführer Karl-Heinz Vehling und Manager Ilja Kaenzig sowie den Vereinsgremien. Im November 2005 wurde Ewald Lienen entlassen und durch Peter Neururer ersetzt. Neururer führte die Mannschaft zwischenzeitlich bis auf Platz 5, bevor 96 nach einer längeren Schwächephase in der Rückrunde aus den einstelligen Tabellenrängen herausfiel und schließlich am Ende der Saison auf Platz 12 landete. Hannover 96 hatte das Saisonziel eines einstelligen Tabellenplatz verfehlt, geriet aber in der zweiten Saison in Folge nicht in Abstiegskampf und wurde zudem erstmals seit 1993 bestplatzierter Verein aus Niedersachsen: Dies war zuvor stets der VfL Wolfsburg gewesen.
Nach der Fußball-Weltmeisterschaft 2006 gab es erneut Turbulenzen in der Vereinsführung von Hannover 96, deren Ergebnis die Rücktritte von Götz von Fromberg und Karl-Heinz Vehling waren. Martin Kind wurde erneut zum Präsidenten gewählt und nahm knapp ein Jahr nach seinem Rückzug wieder die Arbeit auf.

#### Saison 2006/07
In die Saison 2006/07 startete Hannover 96 mit acht neuen Spielern, von denen sich zunächst zwei als Stammspieler etablierten: Der ungarische Mittelfeldspieler Szabolcs Huszti und der offensive Mittelfeldspieler Arnold Jan Bruggink. Der nach dem Wechsel von Per Mertesacker zu Werder Bremen im Gegenzug als Ersatz verpflichtete Frank Fahrenhorst spielte sich zu Beginn der Rückrunde durch gute Trainingsleistungen in die Stammelf.
Nach drei Spieltagen hatte Hannover 96 noch keinen Punktgewinn zu verzeichnen: Peter Neururer wurde am 30. August 2006 entlassen. Am 7. September wurde der ehemalige 96-Spieler Dieter Hecking als neuer Cheftrainer verpflichtet, nachdem sich Hannover 96 mit dem von Hecking bisher trainierten Verein, dem Ligakonkurrenten Alemannia Aachen, auf einen Wechsel hatten einigen können. Als Co-Trainer wurde Dirk Bremser verpflichtet, mit dem Hecking schon in Aachen und davor in Lübeck zusammenarbeitete.
Hecking führte die Mannschaft zunächst zu mäßigen Ergebnissen und Hannover 96 blieb bis zum 8. November in der Abstiegszone. An diesem Tag gewann Hannover 96 erstmals seit 1988 wieder in einem Punktspiel gegen den Rekordmeister FC Bayern München (1:0); dies bedeutete zugleich den ersten Auswärtssieg für Hannover bei diesem Verein. Zwar unterlag 96 am nächsten Spieltag gegen den VfB Stuttgart, doch nach einigen Siegen, darunter dem ersten Heimsieg seit acht Monaten, festigte sich die Mannschaft. Die Hinserie wurde mit 20 Punkten auf Platz 11 abgeschlossen.
Mitte November hatte sich der Verein von Manager Ilja Kaenzig getrennt. Sein Nachfolger wurde zum 1. Januar 2007 Sportdirektor Christian Hochstätter, der zuletzt bei Borussia Mönchengladbach in gleicher Funktion tätig war. Am 31. Januar 2007 gewann die Mannschaft um Dieter Hecking mit 5:0 gegen Hertha BSC und schaffte damit den höchsten Sieg seit dem Wiederaufstieg 2002 und außerdem den zweithöchsten Sieg in ihrer Bundesligageschichte. Im Laufe der anschließenden Erfolgsserie erreichte der Verein am 22. Spieltag den UI-Cup-Rang und verlor diesen am 28. Spieltag. Ende März trennte sich Hannover 96 von seinem Sportmanager Carsten Linke, da sich sein Aufgabenfeld mit dem des Sportdirektors Christian Hochstätter überschnitt. Am letzten Spieltag scheiterte Hannover 96 im entscheidenden Heimspiel gegen den 1. FC Nürnberg an der Qualifikation für den UEFA-Pokal und fiel im engen Mittelfeld bis auf Platz 11 zurück. Die dritte Saison in Folge ohne Abstiegskampf wurde vor dem Hintergrund des misslungenen Saisonstarts dennoch überwiegend als Erfolg gewertet.

#### Saison 2007/08
Die Planung des Kaders für die Saison 2007/08 begann Hannover 96 frühzeitig: Neben den Vertragsverlängerungen der Leistungsträger Robert Enke, Michael Tarnat und Altin Lala wurden als Zugänge unter anderem Sérgio da Silva Pinto, Christian Schulz und Mike Hanke verpflichtet. Mit Hanke wechselte erstmals ein aktueller deutscher Nationalspieler nach Hannover. Dies war zum Beispiel bei Thomas Brdarić, Fredi Bobic und Per Mertesacker umgekehrt, die als Nationalspieler zu finanzstärkeren Vereinen gewechselt waren.
Die Hinrunde beendete Hannover 96 mit 27 Punkten auf einem den Erwartungen entsprechenden siebten Platz. Zum Ende der Rückrunde erreichte der Verein die beste Platzierung in der Bundesliga seit 1965, indem die Saison mit 49 Punkten auf Platz acht beendet wurde, und scheiterte erneut an der Qualifikation für die europäischen Wettbewerbe.

#### Saison 2008/09
Zur Saison 2008/09 verstärkte sich Hannover 96 unter anderem mit Mario Eggimann, Florian Fromlowitz, Jan Schlaudraff und Mikael Forssell. Der Saisonbeginn verlief unbefriedigend: Nach drei Ligaspielen fand sich Hannover 96 mit einem Torverhältnis von 0:5 Toren und einem Punkt auf dem letzten Tabellenplatz wieder. Im weiteren Verlauf der Hinrunde stand eine positive Heimbilanz mit 16 Punkten und Siegen unter anderem gegen Bayern München und den Hamburger SV einer schwachen Auswärtsbilanz mit nur einem Punkt gegenüber. Hannover 96 stand nach der Hinrunde mit 17 Punkten auf dem 13. Tabellenplatz.
In der Rückserie standen anfangs guten Heimspielergebnissen erneut ausschließlich Niederlagen auswärts gegenüber, ehe Hannover 96 acht Punkte aus den letzten vier Auswärtsspielen holte und in der gesamten Rückrundenbilanz mit 23 Zählern deutlich verbessert abschloss. Mit Platz 11 am Ende der Saison war das Umfeld eher unzufrieden: Der Aufwärtstrend war nach zwei Jahren Abstiegskampf, drei Jahren im unteren Mittelfeld, einem achten Platz in der Vorsaison und den teuersten Spielereinkäufen der Vereinsgeschichte gebrochen. Dieter Hecking geriet so in die mediale Kritik.

### 2009–2010: Suizid von Robert Enke
| Saisondaten 2009/10 | Saisondaten 2009/10 | Saisondaten 2009/10 | Saisondaten 2009/10 | Saisondaten 2009/10 |
| ------------------- | ------------------- | ------------------- | ------------------- | ------------------- |
| Saison              | Liga                | Platz               | Punkte              | Zuschauer           |
| 2009/10             | Bundesliga          | 15.                 | 33                  | 38.247              |

Die Saison 2009/10 begann mit einer Niederlage bei Hertha BSC und einem Unentschieden im Heimspiel gegen Mainz 05. Ferner schied Hannover 96 aus dem DFB-Pokal gegen den Viertligisten Eintracht Trier aus. In der Folge trat Dieter Hecking zurück, dessen Entlassung von Fans und Umfeld schon seit einigen Monaten gefordert worden war. Sein Nachfolger Andreas Bergmann lieferte zunächst eine positive Bilanz ab; unter seiner Leitung holte die Mannschaft 15 Punkte aus den folgenden zehn Spielen und erreichte das Mittelfeld der Tabelle.
Nach der Selbsttötung von Robert Enke am 10. November 2009 erzielte die Mannschaft in den folgenden sechs Spielen nur einen Punkt und geriet in Abstiegsgefahr. Trainer Bergmann wurde nach einer 0:3-Heimniederlage gegen den Tabellenletzten Hertha BSC am ersten Spieltag der Rückrunde beurlaubt und wenige Stunden später durch Mirko Slomka ersetzt. Mit Slomka verlor Hannover 96 zunächst sechs weitere Bundesligaspiele, womit insgesamt neun Niederlagen in Folge zu verzeichnen waren. Am 6. März 2010 beendete Hannover 96 mit einem 2:1-Sieg beim SC Freiburg die für den Verein beispiellose Negativserie mit einem Punkt aus zwölf Spielen und stabilisierte sich im weiteren Saisonverlauf. In den letzten zehn Spieltagen der Saison wurden 16 Punkte erspielt. Mit einem 4:2 gegen Meisterschaftskandidat Schalke 04 am 30. Spieltag, einem 6:1 im letzten Heimspiel gegen Mönchengladbach und einem 3:0 am letzten Spieltag beim direkten Abstiegskampfkonkurrenten VfL Bochum gelang 96 schließlich der Klassenerhalt. Am Ende der Saison stand 96 mit 33 Punkten auf Platz 15.
Die Prägung der Saison durch den Tod Robert Enkes spiegelt sich in den erreichten Punkten deutlich wider. Die Mannschaft holte 16 Punkte aus den ersten zwölf Spielen mit Enke, einen einzigen Punkt aus den folgenden zwölf Spielen nach seinem Tod und wiederum 16 Punkte aus den letzten zehn Spielen. Neben der Anstellung von Sportpsychologen hatte sich auch eine Solidaritätskampagne von Verein und verschiedenen Institutionen um Unterstützung für die verunsicherte Mannschaft bemüht.

### 2010–2013: „Auf nach Europa“
| Saisondaten 2010–2013 | Saisondaten 2010–2013 | Saisondaten 2010–2013 | Saisondaten 2010–2013 | Saisondaten 2010–2013 |
| --------------------- | --------------------- | --------------------- | --------------------- | --------------------- |
| Saison                | Liga                  | Platz                 | Punkte                | Zuschauer             |
| 2010/11               | Bundesliga            | 4.                    | 60                    | 43.919                |
| 2011/12               | Bundesliga            | 7.                    | 48                    | 44.826                |
| 2012/13               | Bundesliga            | 9.                    | 45                    | 44.547                |

#### Saison 2010/11

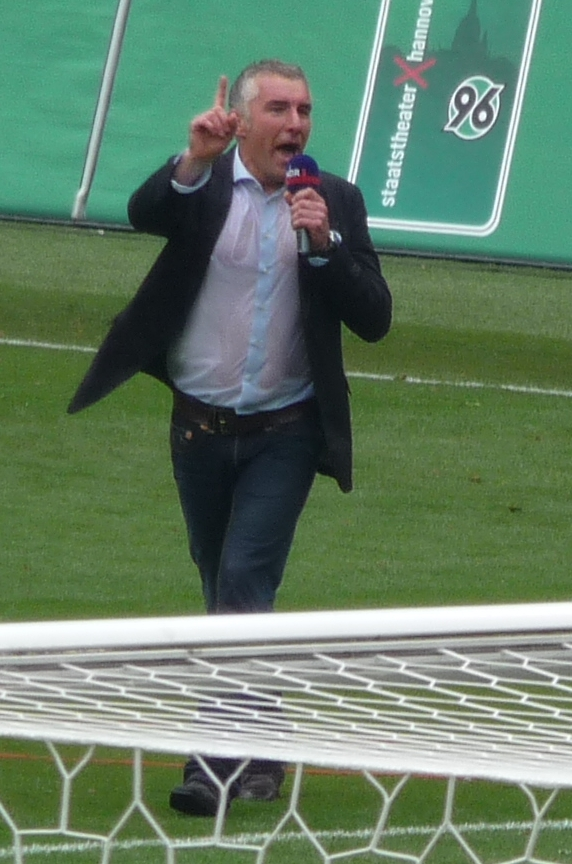
Mirko Slomka feiert die beste Bundesligasaison der Vereinsgeschichte (2011)

Nach schwachen Testspielergebnissen und dem Pokalaus im Elfmeterschießen beim Viertligisten SV 07 Elversberg wurde Hannover 96 zu Beginn der Saison 2010/11 in den Medien als Abstiegskandidat gehandelt. Sowohl der Trainer Mirko Slomka als auch der Sportdirektor Jörg Schmadtke standen unter Druck. In der Bundesliga präsentierte sich Hannover 96 hingegen erfolgreich. Am 13. Spieltag wurde der siebte Saisonsieg eingefahren, womit Eintracht Braunschweig in der ewigen Bundesligatabelle überholt wurde. Am 16. Spieltag stellte Hannover 96 mit einem 2:1-Sieg über den VfB Stuttgart den Vereinsrekord von fünf Bundesligasiegen in Folge aus der Saison 2004/05 ein. Nach der Hinrunde stand 96 auf dem vierten Tabellenplatz. In der Vereinshistorie war dies die beste Hinrunde seit Gründung der Bundesliga.
Bereits zum Ende der Hinrunde hatte Hannovers Topstürmer Didier Ya Konan seinen bis 2012 laufenden Vertrag vorzeitig um weitere zwei Jahre verlängert. Überraschend ersetzte Mirko Slomka zu Beginn der Rückrunde den bisherigen Stammtorwart Florian Fromlowitz durch den zuvor nominell dritten Torwart Ron-Robert Zieler. Slomka verlängerte Ende Januar 2011 seinen Vertrag nach längerer Verhandlungszeit. Im März erhielt Sportdirektor Schmadtke einen neuen Vertrag mit unbefristeter Laufzeit, anschließend folgten Vertragsverlängerungen von vier weiteren Spielern, darunter Christian Schulz und Karim Haggui.
Die Rückrunde verlief ähnlich erfolgreich: Hannover 96 belegte durchgehend Tabellenplätze, die zur Teilnahme an europäischen Wettbewerben berechtigen. Große Aufmerksamkeit in den Medien rief der 3:1-Sieg gegen Verfolger Bayern München am 25. Spieltag hervor, durch den der Champions-League-Qualifikationsplatz 3 verteidigt wurden, den der FC Bayern aufgrund des Champions-League-Finales 2012 in München seinerseits als unbedingtes Ziel erklärt hatte. Mit einem 2:0 gegen die TSG Hoffenheim am 27. Spieltag stellte Hannover 96 den Punkterekord aus der Saison 2007/08 (50 Punkte) ein. Am 31. Spieltag wurde (auf Tabellenplatz 3) die Qualifikation für die Europa League rechnerisch erreicht. 96 lieferte sich in der Rückrunde ein Kopf-an-Kopf-Rennen mit Bayern München um Platz 3, das am vorletzten Spieltag verloren ging. Die nach Punkten beste Saison der Vereinsgeschichte wurde mit 60 Punkten auf Tabellenplatz 4 abgeschlossen, sodass 96 zum ersten Mal seit 1992 und insgesamt zum zweiten Mal an einem Europapokal der UEFA teilnehmen konnte.

#### Saison 2011/12
Der Start in die Saison 2011/12 verlief noch erfolgreicher als in der Vorsaison. Hannover 96 erreichte erstmals seit drei Jahren die zweite Runde im DFB-Pokal, gewann die ersten beiden Bundesligaspiele mit 2:1 und errang einen weiteren 2:1-Sieg im Hinspiel der Playoff-Runde zur Europa League gegen den klar favorisierten FC Sevilla. Am 25. August 2011 gelang mit einem 1:1 in Sevilla der Einzug in die Gruppenphase der Europa League, wo Hannover in Gruppe B auf den FC Kopenhagen, Standard Lüttich und Worskla Poltawa traf. In der zweiten DFB-Pokal-Runde schied 96 mit 0:1 nach Verlängerung gegen Mainz 05 aus. In der Bundesliga belegte Hannover 96 an allen Spieltagen Plätze in der ersten Tabellenhälfte und fiel gegen Ende der Hinrunde vor allem durch zahlreiche Unentschieden hinter die Europa-League-Ränge zurück. Am Ende der Hinrunde stand Hannover 96 mit 23 Punkten auf Platz 7.
In der Gruppenphase der Europa League erreichte die Mannschaft von Mirko Slomka bereits nach dem vorletzten Spieltag trotz einer 1:2-Niederlage gegen Standard Lüttich als Zweiter das Sechzehntelfinale – der FC Kopenhagen, gegen den die Hannoveraner den direkten Vergleich gewannen, erreichte gegen Worskla Poltawa ein Unentschieden – und traf dort auf den FC Brügge. Nach einem 2:1-Heimsieg im Hinspiel wurde das Rückspiel mit 1:0 gewonnen. Im Achtelfinale traf Hannover 96 erneut auf Standard Lüttich und zog nach einem 2:2 in Lüttich und einem 4:0-Heimsieg im Rückspiel ins Viertelfinale ein. Dort unterlag Hannover 96 in beiden Partien gegen den späteren Cupgewinner Atlético Madrid mit 1:2 und schied aus dem Wettbewerb aus. Am letzten Spieltag der Saison sicherte sich Hannover 96 den Wiedereinzug in die Europa-League-Qualifikation und belegte mit 48 Punkten Platz 7. Der Verein profitierte von einem DFB-Pokalfinale aus zwei Champions-League-Teams, so dass ein weiterer Startplatz in der Liga ausgespielt wurde. Zuhause blieb Hannover 96 in der gesamten Bundesliga-Saison als einziger Verein der Bundesliga ungeschlagen.

#### Saison 2012/13
Zum Start in die Saison 2012/13 musste Hannover 96 bereits Anfang August 2012 in der dritten Qualifikationsrunde zur Europa League gegen St Patrick’s Athletic antreten. Nach einem 3:0-Hinspielsieg in Dublin wurde auch das Rückspiel in Hannover mit 2:0 gewonnen. In der ersten Runde des DFB-Pokals setzte sich 96 mit 6:1 gegen den Fünftligisten FC Nöttingen durch. Zum Bundesliga-Auftakt trennten sich Hannover 96 und Schalke 04 2:2. In der Playoff-Runde zur Europa League wurde der polnische Meister Śląsk Breslau auswärts 5:3 und zuhause 5:1 besiegt. Dies war der höchste hannoversche Sieg im europäischen Wettbewerb seit dem 5:0 gegen den FC Porto im Jahr 1965. Hannover 96 erzielte in den ersten sechs Pflichtspielen der Saison 23 Treffer, dabei trafen 15 verschiedene Spieler; von den Feldspielern mit insgesamt mehr als 60 Minuten Einsatz waren dies alle außer Kapitän Steven Cherundolo. Am 2. Bundesliga-Spieltag gelang 96 mit einem 4:0 beim VfL Wolfsburg der höchste Bundesliga-Auswärtssieg seit 1971. Nach neun Pflichtspielen mit 7 Siegen und 2 Unentschieden musste im zehnten in Hoffenheim mit einem 1:3 die erste Niederlage hingenommen werden. Mit einem 2:3 gegen Borussia Mönchengladbach am neunten Bundesliga-Spieltag endete die Serie von 22 Bundesliga-Heimspielen ohne Niederlage.
Am vierten von sechs Spieltagen der Europa-League-Gruppenphase qualifizierte sich 96 durch ein 3:2 über Helsingborgs IF vorzeitig für das Sechzehntelfinale. Am Ende der Gruppenphase wurden die Hannoveraner mit drei Siegen und drei Unentschieden Gruppensieger. Die Bundesliga-Hinrunde beendeten sie wie in der vorherigen Saison mit 23 Punkten, allerdings nur auf dem elften Tabellenplatz. Im 30. Pflichtspiel der Hinrunde – die höchste Pflichtspiel-Anzahl aller deutschen Profivereine – und gleichzeitig letzten Spiel des Jahres 2012, schied Hannover 96 im Achtelfinale des DFB-Pokals bei Borussia Dortmund mit 1:5 aus. Nach der Winterpause schied 96 auch im Sechzehntelfinale der Europa League mit einem 1:1 gegen den russisch-dagestanischen Verein Anschi Machatschkala aus, nachdem das Hinspiel in Moskau mit 1:3 verloren worden war.
In Fankreisen wurden in der Rückrunde Forderungen nach einer Entlassung von Martin Kind lauter, die während der Spiele in Form von Spruchbändern und Sprechchören artikuliert wurden. Am 17. April 2013 erfolgte die Trennung von Sportdirektor Jörg Schmadtke. Zuvor hatte Präsident Kind in einem persönlichen Gespräch versucht, zwischen Schmadtke und Mirko Slomka zu vermitteln. Doch aufgrund unterschiedlicher sportlicher Auffassungen erfolgte die Trennung schließlich einvernehmlich. Am 23. April 2013 wurde Dirk Dufner einen Tag nach seiner Vertragsauflösung beim SC Freiburg als Schmadtkes Nachfolger vorgestellt. 96 beendete die Bundesligasaison mit 45 Punkten auf Platz 9.
| Saisondaten 2013–2016 | Saisondaten 2013–2016 | Saisondaten 2013–2016 | Saisondaten 2013–2016 | Saisondaten 2013–2016 | Saisondaten 2013–2016 |
| --------------------- | --------------------- | --------------------- | --------------------- | --------------------- | --------------------- |
| Saison                | Liga                  | Platz                 | Punkte                | Zuschauer             | BL-Kader              |
| 2013/14               | Bundesliga            | 10.                   | 42                    | 45.271                | BL-Kader              |
| 2014/15               | Bundesliga            | 13.                   | 37                    | 43.882                | BL-Kader              |
| 2015/16               | Bundesliga            | 18.                   | 25                    | 41.376                | BL-Kader              |

### 2013–2016: Abschwung bis zum Abstieg

#### Saison 2013/14
Der Start in die Saison 2013/14 verlief zunächst erfolgreich. Im Erstrundenspiel des DFB-Pokals wurde der SC Victoria Hamburg auswärts 2:0 besiegt, die ersten vier Heimspiele gegen Wolfsburg, Schalke, Mainz und Augsburg wurden alle gewonnen und 96 setzte sich mit 12 Punkten aus sechs Spielen wieder in der oberen Tabellenhälfte fest. In der 2. Pokalrunde schied 96 mit einem 1:4 bei Bayern München aus. In den darauf folgenden sieben Spielen holte Hannover 96 nur zwei Punkte, keinen davon auswärts. So fand man sich nach dem 13. Spieltag mit 14 Punkten in der unteren Tabellenhälfte wieder. Nach der deutlich hinter den Erwartungen zurückgebliebenen Hinrunde zogen Martin Kind und Dirk Dufner die Konsequenzen und beurlaubten am 27. Dezember 2013 Mirko Slomka. Nachfolger wurde der 39-jährige ehemalige türkische Nationalspieler Tayfun Korkut, der mit zwei Siegen in den ersten beiden Bundesligaspielen der Rückrunde startete. Am Ende der Saison belegte der Verein mit 42 Punkten Rang 10.

#### Saison 2014/15
Nach verheißungsvollen Testspielsiegen bei Werder Bremen und gegen Lazio Rom startete 96 mit einem mühsamen 3:1 beim Regionalligisten FC-Astoria Walldorf in der ersten Runde des DFB-Pokals in die Saison und einem 2:1-Heimsieg gegen Schalke 04 in die Bundesliga. In der zweiten Pokalrunde verloren die Hannoveraner beim Zweitligisten VfR Aalen mit 0:2. Am Ende der Hinrunde stand 96 mit 24 Punkten auf Platz 8. Am 26. Januar 2015, kurz vor Beginn der Rückrunde, überraschte der am Ende der vorangegangenen Saison ablösefrei nach Saudi-Arabien gewechselte Stürmerstar Didier Ya Konan durch seine Rückkehr. Im Verlauf der Rückrunde rutschte 96, das trotz guter Leistungen bis kurz vor Saisonende keinen einzigen Sieg mehr erzielte, allmählich in die Nähe der Abstiegsränge, so dass Korkut nach dem 29. Spieltag beurlaubt wurde und Michael Frontzeck, zuletzt vor vier Jahren in der Bundesliga beschäftigt, für fünf Spiele Trainer wurde. Mit zwei Siegen an den letzten beiden Spieltagen sicherte die Mannschaft unter ihm die Klasse und schloss die Saison auf Platz 13 ab. Am Ende der Saison setzte Hannover 96 zudem eine neue Rekordmarke beim Transfer des Spielers Joselu, der erst 2014 nach Hannover gewechselt war. Mit Stoke City vereinbarten die Niedersachsen eine Ablösesumme in Höhe von 8 Millionen Euro, zu der bis zu 2 Millionen (erfolgsabhängig) dazukommen; in jedem Fall ist dies die höchste Transfersumme, die Hannover 96 in seiner Vereinsgeschichte kassiert hat.

##### Rückzug der Ultras zur Saison 2014/15
Zur Saison 2014/15 waren weitreichende Veränderungen in der Fankurve des Vereins wahrnehmbar. Größere Teile der sowohl unter dem Dachverband Rote Kurve organisierten Ultras im Oberrang der Nordkurve als auch der im Unterrang ansässigen Brigade Nord hatten sich aus dem Stadion zurückgezogen. Als Anstoß für diese Entscheidung galt ein Konflikt, der zwischen den Ultra-Gruppierungen und Vereinspräsident Martin Kind bereits seit 2012 schwelte und schubweise immer wieder neue Nahrung bekam. Damals wurde ein Fan aus der Nordkurve mit einem Stadionverbot belegt, weil er eine Fahne mit dem Konterfei des in Hannover bekannten Serienmörders Fritz Haarmann schwenkte.
Das Thema Pyrotechnik begleitete den Verein in den Spielzeiten 2012/13 und 2013/14. Die von der DFL ausgesprochenen Geldstrafen für Hannover 96 wegen des Abbrennens von Feuerwerkskörpern im Pokalspiel gegen Dynamo Dresden am 31. Oktober 2012 und im Heimspiel gegen Eintracht Braunschweig am 8. November 2013 sollten auf die Verursacher umgewälzt werden. Bei Spielen gegen den Lokalrivalen aus Braunschweig wurden einige Mitglieder der Ultra-Gruppierung aus der Nordkurve als Täter identifiziert. Die Vereinsführung entschied sich jedoch dafür, nicht einzelne Personen für die Geldstrafe haftbar zu machen. Stattdessen wurde der entstandene finanzielle Schaden durch eine zeitweise Erhöhung der Kartenpreise für einzelne Bereiche der Roten Kurve wieder hereingeholt.
Zum Rückspiel in Braunschweig am 6. April 2014 wurden aus Angst vor weiteren Verfehlungen der Fans von Seiten des Vereins Maßnahmen ergriffen, die im deutschen Fußball neu waren. Das 10-Prozent-Ticket-Kontingent, welches einem Gastverein zur Verfügung steht, wurde nicht über den freien Verkauf angeboten. Die an Eintrittskarten Interessierten mussten sich, unter Angabe ihrer persönlichen Daten, für eine Losphase registrieren lassen. Diejenigen, welche ein Ticket zugelost bekamen, besaßen das Anrecht auf eine Karte. Am Treffpunkt Schützenplatz in Hannover wurde das Ticket am Tag des Spiels und unter Vorlage des Personalausweises ausgehändigt. Dort hatte die Vereinsführung auf Empfehlung des niedersächsischen Innenministeriums und der Polizei eine ganze Kolonne an Bussen bereitgestellt, mit denen die Fans kollektiv und flankiert von Polizeikräften in die Nachbarstadt gebracht wurden. Das Vorgehen stieß in Fankreisen auf Kritik. So wurde gegen Präsident Kind, der für diese Maßnahme verantwortlich zeichnete, der Vorwurf erhoben, die Reisefreiheit der Fans zu beschneiden.
Dieses Ereignis war für einige Ultra-Vertreter der Höhepunkt einer nach ihrer Ansicht empfundenen Gängelung von Seiten des Vereins. Ein Großteil der organisierten Fans entschied sich ob dieser Entwicklung dafür, die Bundesligamannschaft zunächst nicht mehr mit Choreografien und Gesängen zu unterstützen. Der damit einhergehende spätere komplette Rückzug aus dem Stadion stand somit in unmittelbarem Zusammenhang mit dem Anstieg der Zuschauerzahlen der in der Regionalliga Nord beheimateten Zweiten Mannschaft.
Am 30. Spieltag kehrten die Ultras wieder zurück in die Nordkurve und feuerten ihre Mannschaft gegen die TSG Hoffenheim lautstark an. Sie hatten kundgetan, immer die 1. Mannschaft zu unterstützen, sofern die 2. Mannschaft nicht am selben Tag spielte.

#### Saison 2015/16
Unmittelbar zu Beginn der Saison bat Sportdirektor Dirk Dufner im August, nachdem er den Kader für die Saison zusammengestellt hatte, aus persönlichen Gründen um die Auflösung seines Vertrags. Sein Nachfolger Martin Bader vom 1. FC Nürnberg wurde im Oktober neben dem bisher einzigen Geschäftsführer Martin Kind zum Geschäftsführer Sport befördert und brachte zudem Christian Möckel als Sportlichen Leiter mit. Der Start in die Saison gelang mit einem 2:0-Sieg in der 1. Runde des DFB-Pokals beim Regionalligisten Hessen Kassel. In der nächsten Runde verlor Hannover mit 1:2 gegen Darmstadt 98 und schied damit wie im Vorjahr in Runde zwei aus dem Pokal aus. Die Hinserie beendete 96 mit 14 Punkten auf Platz 17, der schlechtesten Bilanz seit dem Wiederaufstieg; dennoch war das Team im Abstiegskampf nicht chancenlos und belegte zwischenzeitlich Nichtabstiegsplätze. Trainer Frontzeck verkündete am letzten Hinrundenspieltag, nach einer Niederlage gegen den FC Bayern München, seinen Rücktritt. Nachfolger wurde im Januar der langjährige Bremer Trainer Thomas Schaaf. Unter ihm startete 96 katastrophal in die Rückrunde; bei zehn Niederlagen in elf Spielen wurden Vergleiche mit Tasmania Berlin laut, das 50 Jahre zuvor die schlechteste Bundesligasaison aller Zeiten gespielt hatte. Am 3. April 2016 trennte sich der Verein von Thomas Schaaf, U19-Coach Daniel Stendel übernahm den Trainerposten zunächst bis zum Saisonende. Zwar holte die Mannschaft unter Stendel Punkte gegen Berlin und Gladbach, nach einem 2:2-Remis beim FC Ingolstadt und dem 2:1-Sieg von Konkurrent Eintracht Frankfurt einen Tag später gegen den 1. FSV Mainz 05 stand Hannover 96 jedoch bereits nach dem 31. Spieltag als Absteiger fest. Unmittelbar darauf einigte sich der Klub mit Stendel auf einen Trainervertrag für die folgende Spielzeit in der Zweiten Liga.

### Seit 2016: Gegenwart
| Saisondaten seit 2016 | Saisondaten seit 2016 | Saisondaten seit 2016 | Saisondaten seit 2016 | Saisondaten seit 2016 | Saisondaten seit 2016 |
| --------------------- | --------------------- | --------------------- | --------------------- | --------------------- | --------------------- |
| Saison                | Liga                  | Platz                 | Punkte                | Zuschauer             | BL-Kader              |
| 2016/17               | 2. Bundesliga         | 02.                   | 67                    | 36.647                |                       |
| 2017/18               | Bundesliga            | 13.                   | 39                    | 42.706                | BL-Kader              |
| 2018/19               | Bundesliga            | 17.                   | 21                    | 36.439                | BL-Kader              |
| 2019/20               | 2. Bundesliga         | 06.                   | 48                    | 29.983                | BL-Kader              |
| 2020/21               | 2. Bundesliga         | 13.                   | 42                    | .00982                | BL-Kader              |
| 2021/22               | 2. Bundesliga         | 11.                   | 42                    | 13.303                | BL-Kader              |
| 2022/23               | 2. Bundesliga         | 10.                   | 44                    | 30.953                | BL-Kader              |
| 2023/24               | 2. Bundesliga         | 06.                   | 52                    | 38.259                | BL-Kader              |
| 2024/25               | 2. Bundesliga         | 09.                   | 51                    | 38.212                | BL-Kader              |

#### Saison 2016/17
Nach dem Abstieg forderte Präsident Kind den sofortigen Wiederaufstieg und erklärte ihn in Anlehnung an Formulierungen aus der Politik für „alternativlos“. Nach einem eher kleinen Umbruch, bei dem ein Teil der Leistungsträger wie Salif Sané gehalten wurden und die Mannschaft deutlich verjüngt wurde, begann die Saison für Hannover 96 erfolgreich. Der Zuschauerzuspruch ging unwesentlich zurück: Rund 20.000 Dauerkarten wurden verkauft, die Heimspiele der Saison sahen durchschnittlich 36.646 Zuschauer. Im DFB-Pokal wurde nach knappem Erstrundensieg bei den viertklassigen Offenbacher Kickers und einem 6:1 gegen Fortuna Düsseldorf, bei dem 96 schon nach 16 Minuten 4:0 geführt hatte, das Achtelfinale erreicht. Dort schied man unglücklich mit 1:2 gegen Eintracht Frankfurt aus. Am Ende der Hinrunde stand 96 mit 32 Punkten auf dem 2. Tabellenplatz.
Altbundeskanzler Gerhard Schröder wurde im Januar 2017 als neuer Aufsichtsratsvorsitzender vorgestellt. Obwohl sich das Team unter Stendel meist knapp im Bereich der Aufstiegsränge hielt, stieg nach den ersten Rückrundenspieltagen aufgrund von vor allem spielerisch sehr schwachen Leistungen die Unzufriedenheit in Umfeld und Führung. Nach der Freistellung von Sportdirektor Bader, dessen Job ab 5. März Horst Heldt übernahm, wurde Trainer Stendel am 20. März entlassen und durch André Breitenreiter ersetzt.
Für die Breitenreiter-Elf ging es im Saisonendspurt unter anderem darum, die anstehenden drei Heimspiele gegen die Aufstiegkonkurrenten zu gewinnen, was in allen Fällen gelang. Zunächst wurde Union Berlin 2:0 besiegt, am 15. April 2017, dem 29. Spieltag in der zweiten Bundesliga, gewann Hannover das traditionell brisante Niedersachsenderby gegen Eintracht Braunschweig. Füllkrug machte hier das einzige Tor des Tages in der ersten Halbzeit. Am vorletzten Spieltag schlug man den VfB Stuttgart ebenfalls mit 1:0 und verdrängte Braunschweig vom direkten Aufstiegsplatz.
Mit 67 Punkten gelang Hannover 96 am Ende der Saison der direkte Wiederaufstieg in die Bundesliga auf dem zweiten Tabellenplatz hinter dem VfB Stuttgart. 96 erzielte die beste Heimbilanz der Liga, kassierte die wenigsten Gegentore aller Vereine und schaffte am Ende der Saison sechs Zu-Null-Heimsiege in Folge.

#### Saison 2017/18
Die nächste Saison begann im August mit einem 6:2-Auswärtssieg im DFB-Pokal beim Viertligisten Bonner SC. In der Bundesliga wurden die ersten beiden Saisonspiele jeweils mit 1:0 gewonnen. Außerdem verpflichtete man den Brasilianer Jonathas für 9 Millionen Euro, was bislang den teuersten Vereinstransfer der Geschichte bedeutete. Am 4. Spieltag gelang es erstmals seit 1969, mindestens zeitweilig die Tabellenführung zu erobern. Nach einer zufriedenstellenden Hinrunde belegte man mit 23 Punkten Platz 11 in der Tabelle. Auch das erste Spiel nach der Winterpause gestaltete man durch einen 3:2-Heimerfolg gegen den 1. FSV Mainz 05 erfolgreich, wobei Niclas Füllkrug seinen ersten Bundesliga-Dreierpack erzielte.
Auch in dieser Saison gab es von Beginn an einen Stimmungsboykott der aktiven Fanszene im Nordober- und Unterrang als Demonstration gegen Clubchef Martin Kind und seine Forderung, die 50+1-Regel in Hannover zu kippen und Hannover 96 komplett zu seinem Privateigentum zu machen.
Im weiteren Saisonverlauf kam es zu diversen Kontroversen zwischen der Vereinsführung und der aktiven Fanszene. Hierbei wurden immer öfter neben den gängigen Methoden des Protests auf Seiten der Fans auch Versuche auf rechtlicher Ebene unternommen, Martin Kinds Übernahmepläne und die Abschaffung der 50+1-Regel in Hannover zu stoppen. Hierbei agierte meist die Interessengemeinschaft Pro Verein 1896 im Interesse der Fans und stellte diverse Anträge auf einstweilige Verfügungen wie auch Gerichtsbeschlüsse. Martin Kind reichte am 30. August 2017 dennoch einen Antrag zur Aussetzung der 50+1-Regel in Hannover bei der DFL ein.
Als jedoch Anfang Februar 2018 eine Entscheidung kurz bevorstand und eine Ablehnung des Antrags als wahrscheinlich galt, ließ Martin Kind den Antrag am 5. Februar 2018 vorerst ruhen und übernahm somit zunächst keine weiteren Stimmrechte im Verein. Bei der Mitgliederversammlung am 20. April 2018 formierte sich die Opposition gegen Martin Kind, erzielte allerdings keine wirkungsvollen Erfolge. Vorstand und Aufsichtsrat wurden als Signal der Unzufriedenheit durch das Votum einer knappen Mehrheit nicht entlastet, ein Antrag der Opposition, dass der Vorstand künftig an Beschlüsse der Mitgliederversammlung gebunden wäre, fand zwar ebenfalls eine knappe Mehrheit, jedoch nicht die erforderliche Zweidrittelmehrheit. Kind bewertete die Mehrheitsvoten gegen sich als „maximal optisch interessant, aber inhaltlich letztendlich ohne Bedeutung“.

#### Saison 2018/19
Zum Auftakt der Saison erspielte sich der Verein gegen Bremen und Dortmund jeweils ein Unentschieden. Danach verlor die Profimannschaft bis zum ersten Sieg im siebten Bundesligaspiel alle weiteren Duelle. Am Ende der Hinrunde hatte 96 elf Punkte auf dem Konto, das Team belegte Platz 17. Cheftrainer André Breitenreiter wurde gemeinsam mit seinem Assistenten Volkan Bulut nach einem 1:5 in Dortmund am 19. Spieltag entlassen und durch Thomas Doll ersetzt. Aufgrund nicht eingehaltener sportlicher Zielsetzung in der Profi-Fußballmannschaft wurde im Laufe der Rückrunde der Sportdirektor Horst Heldt entlassen. Auch unter Doll konnte sich die Mannschaft nicht signifikant verbessern, sodass nach dem 33. Spieltag der Abstieg in die 2. Bundesliga feststand.

#### Saison 2019/20
Hin zur Saison 2019/20 übernahm Mirko Slomka die Mannschaft als Cheftrainer. Neuer Sportdirektor wurde der ehemalige Spieler Jan Schlaudraff. Nach sechs Heimspielen ohne Sieg und einer Platzierung im unteren Tabellendrittel wurde Slomka nach der Partie des 12. Spieltags entlassen. Kenan Koçak übernahm als Trainer. Zur Winterpause wurde Jan Schlaudraff von der Vereinsleitung wegen „unterschiedlicher Auffassung über die zentralen Entscheidungen für die Zukunft von Hannover 96“ entlassen. Sportdirektor wurde Gerhard Zuber. Nachdem im März 2020 im Laufe der COVID-19-Pandemie zwei Personen aus dem Profikader mit dem Virus nachweislich infiziert worden waren, wurde eine zweiwöchige Quarantäne für die gesamte Profimannschaft angeordnet. Unter Kocak beendete 96 die Spielzeit nach einer verbesserten Rückrunde, in der man die viertbeste Mannschaft war, auf dem 6. Platz.

#### Saison 2020/21
Die Saison 2020/21 verlief für 96 schlechter. Nach der Hinrunde hatte die Mannschaft 6 Punkte Rückstand auf den Aufstiegsrelegationsplatz. In der Rückrunde war man allerdings die drittschlechteste Mannschaft, sodass 96 die Saison auf dem 13. Platz abschloss. Bereits vor dem Saisonende hatte der Verein die einvernehmliche Vertragsauflösung mit Kocak zum Saisonende bekannt gegeben. Auf Gerhard Zuber folgte in der Sommerpause Marcus Mann als Sportdirektor.

#### Saison 2021/22
Jan Zimmermann wurde als Trainer für die Saison 2021/22 verpflichtet, allerdings nach dem 15. Spieltag, als Hannover mit 14 Punkten auf dem 16. Platz stand, freigestellt. Für ihn übernahm Christoph Dabrowski zunächst als Interimstrainer, ehe die sportliche Leitung zur Winterpause entschied, ihn bis zum Ende derselben Saison an den Verein zu binden. Nachdem die Spielzeit auf dem 11. Platz abgeschlossen worden war, hielt Hannover nicht an Dabrowski fest und verpflichtete stattdessen Stefan Leitl vom zukünftigen Ligakonkurrenten Greuther Fürth. Hannover 96 musste eine festgeschriebene Ablösesumme sowie ein Monatsgehalt bezahlen.

#### Saison 2022/23
In der Saison 2022/2023 konnte die Mannschaft nach der langen Winterpause durch die Weltmeisterschaft 2022 nicht mehr an die guten Leistungen der durchaus erfolgreichen Hinrunde (Platz 5) anknüpfen und beendete die Saison lediglich auf Platz 10. Neben einer denkwürdigen 6:1-Niederlage gegen den HSV zeigte sich die Fanszene vor allem von den Niedersachsenderbys (1:1-Unentschieden und 1:0-Niederlage gegen Eintracht Braunschweig) enttäuscht.

#### Saison 2023/24
Während Stefan Leitl auch für die Saison 2023/2024 Trainer blieb, sorgte vor allem der Transfer von Marcel Halstenberg für Aufsehen, der von RB Leipzig in seine Heimat zurückkehrte. Nachdem man nach dem 8. und 12. Spieltag zwischenzeitlich auf Platz 3 gelegen hatte, beendete man die Saison auf Platz 6.

#### Saison 2024/25
Nach einem 2:1-Sieg gegen den Karlsruher SC am 11. Spieltag der Saison 2024/25 übernahm Hannover die Tabellenführung in der 2. Bundesliga und verlor diese nach zwei Niederlagen gegen Elversberg und Darmstadt wieder. Ende Dezember 2024 trennte der Verein sich in Schlagdistanz zu den Aufstiegsrängen für die Bundesliga von Leitl und ersetzte ihn durch André Breitenreiter, der bereits von 2017 bis 2019 Cheftrainer war und 2017 den Aufstieg in die Bundesliga erzielt hatte. Unter Breitenreiter verschlechterte sich die Leistung der Mannschaft allerdings erheblich, sodass er nach einer 1:3-Niederlage gegen den SV Darmstadt 98 am 30. Spieltag entlassen wurde. Bis zum Saisonende übernahm Lars Barlemann als Interimstrainer. Stand des 33. Spieltags belegt Hannover 96 mit 50 Punkten den 8. Tabellenplatz, nachdem 96 in den ersten 17 Spielen unter Stefan Leitl noch 27 Punkte erzielte (1,58 Punkte pro Spiel, zum Vergleich: Tabellen-5. Fortuna Düsseldorf hat einen Punkteschnitt von 1,60), dann in den nächsten 13 Spielen unter Breitenreiter nur 16 Punkte (1,23 Punkte pro Spiel, zum Vergleich: Tabellen-12. Darmstadt hat einen Punkteschnitt von 1,18, 39 Punkte aus 33 Spielen), und unter Barlemann in 3 Spielen 7 Punkte (2,33 Punkte pro Spiel). (Stand 33. Spieltag)

## Vereinswappen

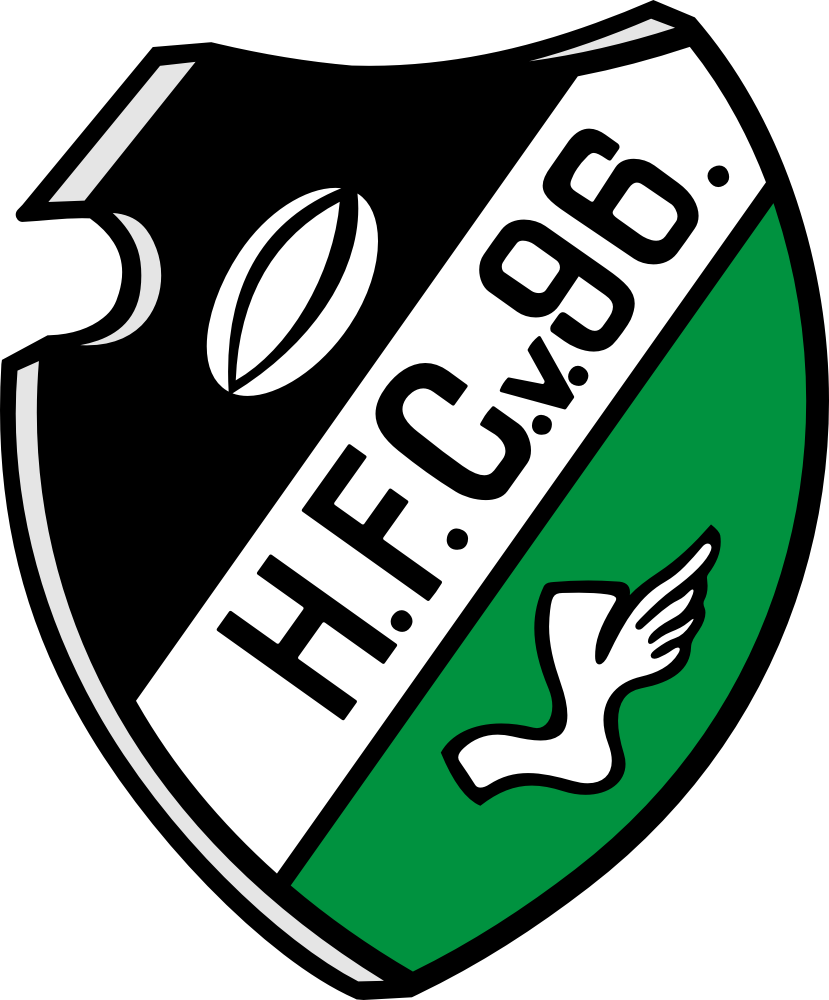
1896–1905
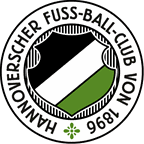
1905–1913
1913–1962
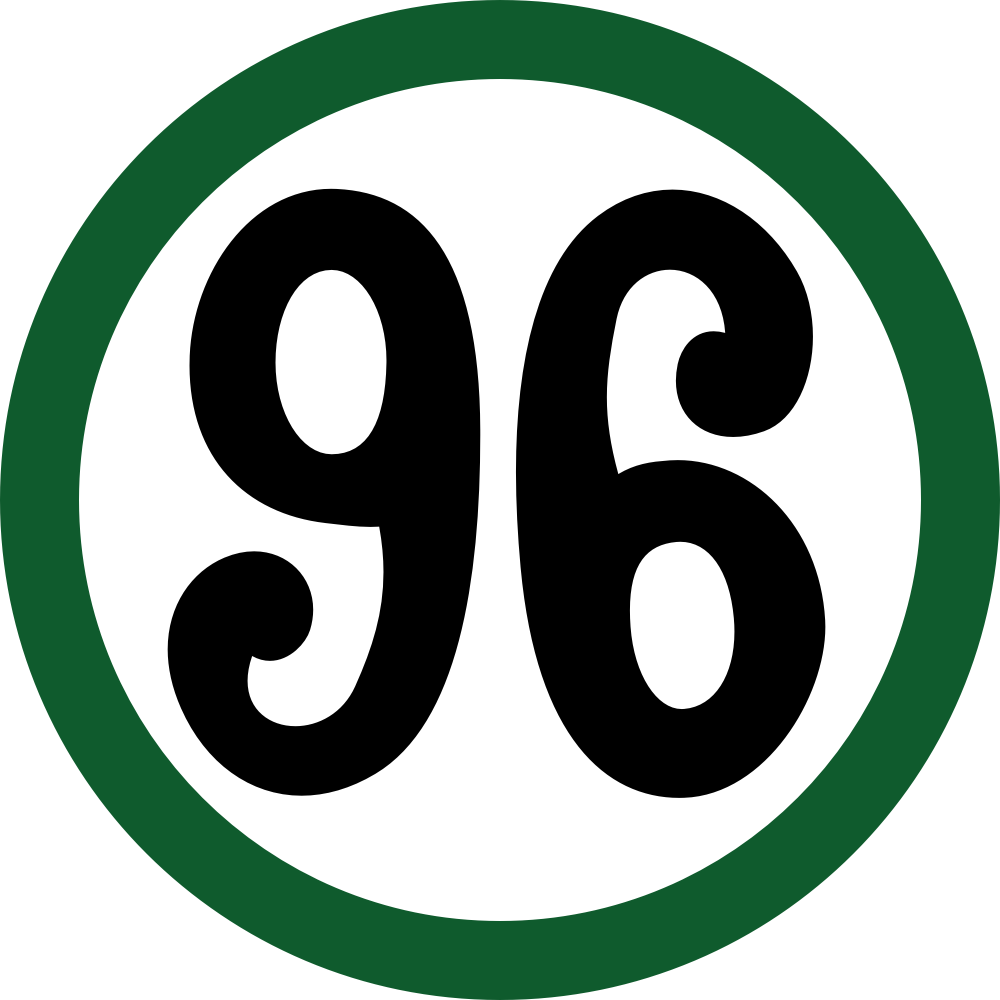
1962–1968
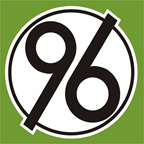
1968–1974
1974–1987
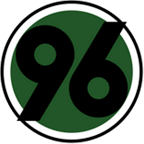
1987–1992
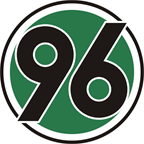
1992–1999
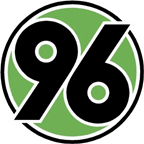
1999–2003
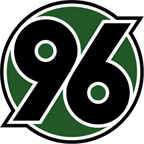
2003–2005
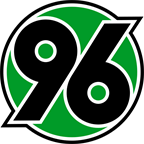
2005–2007
Seit 2007

## Organisationsstruktur

### Hannoverscher Sportverein von 1896 e. V.
Das oberste beschließende Organ des Vereins ist die Mitgliederversammlung. Diese wählt für drei Jahre den Aufsichtsrat, der aus fünf Mitgliedern besteht. Auf der Mitgliederversammlung am 23. März 2019 wurden die der Vereinsopposition angehörenden Mitglieder Jens Boldt, Lasse Gutsch (stellvertretender Aufsichtsratsvorsitzender), Carsten Linke (stellvertretender Aufsichtsratsvorsitzender), Ralf Nestler (Aufsichtsratsvorsitzender) und Nathalie Wartmann gewählt. Der Aufsichtsrat bestellt den Vorstand, der aus einem Vorsitzenden und zwei bis vier weiteren Mitgliedern besteht. Ihm obliegt die Geschäftsführung des Vereins. Am 16. April 2019 ernannte der neu konstituierte Aufsichtsrat den Vorstandsvorsitzenden Sebastian Kramer sowie die Vorstandsmitglieder Alexander Berwing, Benjamin Kahnt, Robin Krakau und Hans Teille. Seit der turnusmäßigen Neuwahl des Aufsichtsrates 2022 besteht dieser aus Alexander Berwing, Jens Boldt, Lasse Gutsch (stellvertretender Aufsichtsratsvorsitzender), Carsten Linke (stellvertretender Aufsichtsratsvorsitzender) und Ralf Nestler (Aufsichtsratsvorsitzender). In den bis 2025 amtierenden Vorstand wurden daraufhin der Vorstandsvorsitzende Sebastian Kramer und die Vorstandsmitglieder Hakan Alhan, Meik Friedrich, Robin Krakau und Patrick Nösel berufen.

### Hannover 96 GmbH & Co. KGaA
Die Profifußballabteilung wurde nach Beschluss der Mitgliederversammlung vom 20. Dezember 1999 mit Wirkung zum 1. Juli 1999 aus dem Verein ausgegliedert und gegen die Ausgabe von 1.253.000 Aktien im Rahmen einer Kapitalerhöhung in die Hannover 96 GmbH & Co. KGaA eingebracht. Diese Gesellschaft war von der am 8. Juli 1998 gegründeten Hannover 96 Sales & Service GmbH & Co. KG (S&S) gegründet worden. Die S&S besaß nach der Ausgliederung 1.304.000 Kommanditaktien bzw. 51 % der Anteile. Am 22. September 2014 erwarb die S&S die 1.253.000 Aktien des eingetragenen Vereins, die zu diesem Zeitpunkt, nach drei Kapitalerhöhungen in den Jahren 2005 und 2011, die der e. V. nicht mitgehen konnte, nur noch 15,66 % des Stammkapitals ausmachten. Anteilseigner an der S&S sind die MARNICCAM GmbH von Matthias Kind (Sohn von Martin Kind; Einlage: 13,34 Mio. €, 52,73 %), die Baum Holding GmbH (6,96 Mio. €, 27,51 %) und die Rossmann Beteiligungs GmbH (5 Mio. €, 19,76 %). Zur Führung der Geschäfte ist ausschließlich die vereinseigene Hannover 96 Management GmbH als Komplementärin berechtigt, wodurch die 50+1-Regel der Deutschen Fußball Liga gewahrt wird. Die Geschäftsführer sind Henning Bindzus (kaufmännischer Geschäftsführer, Vertrag bis zum 30. Juni 2027) und Marcus Mann (Geschäftsführer Sport, Vertrag bis zum 30. Juni 2029).
Im November 2016 schieden die Gesellschafter Roßmann und Baum aus dem Aufsichtsrat der KGaA, gleichzeitig wurde Alt-Bundeskanzler Gerhard Schröder Mitglied und war von Dezember 2016 bis Juni 2019 Vorsitzender des achtköpfigen Gremiums, in das auch der Verein zwei Vertreter entsendet. Bis 2018 wollte Martin Kind die volle Entscheidungsgewalt über die KGaA durch den Kauf der Mehrheit an der Hannover 96 Management GmbH übernehmen. Möglich sollte dies durch eine Ausnahmeregelung der DFL werden, die besagt, dass ein Übernahmeinteressent die Stimmenmehrheit übernehmen kann, wenn er seit mehr als 20 Jahren den Fußballsport des Muttervereins ununterbrochen und erheblich gefördert hat. Der ursprüngliche Stichtag des 1. Januar 1999, der die Regelung einzig auf Bayer 04 Leverkusen (Bayer AG) und den VfL Wolfsburg (Volkswagen AG) beschränkte, wurde im August 2011 auf Antrag von Martin Kind, entschiedener Gegner der 50+1-Regel, von der DFL gestrichen. Angewandt wurde diese Regel seit Kinds Vorstoß auch von Dietmar Hopp bei der TSG 1899 Hoffenheim. Im Juli 2018 lehnte die DFL den Ausnahmeantrag von Martin Kind ab, da das Kriterium der „erheblichen Förderung“ nicht erfüllt sei.

## Profimannschaft

### Aktueller Kader 2025/26
- Stand: 1. August 2025[79]

| Nr.        | Nat.         | Name                  | Geburtstag    | Im Verein seit | Vertrag bis |
| Tor        | Tor          | Tor                   | Tor           | Tor            | Tor         |
| ---------- | ------------ | --------------------- | ------------- | -------------- | ----------- |
| 01         | Deutschland  | Nahuel Noll           | 17. März 2003 | 2025           | 2026        |
| 30         | Deutschland  | Leo Weinkauf          | 7. Juli 1996  | 2018           | 2026        |
| 40         | Deutschland  | Jonas Schwanke II     | 24. Sep. 2006 | 2023           | 2027        |
| Abwehr     |              |                       |               |                |             |
| 02         | England      | Josh Knight           | 7. Sep. 1997  | 2024           | 2026        |
| 03         | Deutschland  | Boris Tomiak          | 11. Sep. 1998 | 2025           | 2028        |
| 04         | Deutschland  | Hendry Blank          | 21. Aug. 2004 | 2025           | 2026        |
| 05         | Rumänien     | Virgil Ghiță          | 4. Juni 1998  | 2025           | 2028        |
| 06         | Deutschland  | Maik Nawrocki         | 7. Feb. 2001  | 2025           | 2026        |
| 17         | Deutschland  | Bastian Allgeier      | 18. Feb. 2002 | 2025           | 2027        |
| 20         | Sudafrika    | Ime Okon              | 20. Feb. 2004 | 2025           | 2029        |
| 27         | Japan        | Hayate Matsuda        | 2. Okt. 2003  | 2023           | 2028        |
| 32         | Deutschland  | Jonas Sterner         | 13. Mai 2002  | 2025           | 2028        |
| 33         | Deutschland  | Maurice Neubauer      | 29. Apr. 1996 | 2025           | 2028        |
| 37         | Deutschland  | Brooklyn Ezeh         | 23. Juni 2001 | 2023           | 2026        |
| Mittelfeld |              |                       |               |                |             |
| 08         | Deutschland  | Enzo Leopold          | 23. Juli 2000 | 2022           | 2026        |
| 10         | Deutschland  | Jannik Rochelt        | 27. Sep. 1998 | 2024           | 2027        |
| 13         | Deutschland  | Franz Roggow          | 14. Juli 2002 | 2025           | 2028        |
| 14         | Libanon      | Husseyn Chakroun      | 10. Nov. 2004 | 2023           | 2026        |
| 15         | Deutschland  | Noël Aséko            | 22. Nov. 2005 | 2025           | 2026        |
| 21         | Deutschland  | Marius Wörl           | 5. Apr. 2004  | 2023           | 2027        |
| 25         | Deutschland  | Lars Gindorf          | 13. Aug. 2001 | 2022           | 2027        |
| 26         | Frankreich   | Waniss Taïbi          | 7. März 2002  | 2025           | 2029        |
| 29         | Schweden     | Kolja Oudenne         | 11. Nov. 2001 | 2023           | 2026        |
| Sturm      |              |                       |               |                |             |
| 07         | Sierra Leone | Mustapha Bundu        | 28. Feb. 1997 | 2025           | 2028        |
| 09         | Finnland     | Benjamin Källman      | 17. Juni 1998 | 2025           | 2028        |
| 11         | Osterreich   | Benedikt Pichler      | 20. Juli 1997 | 2025           | 2027        |
| 16         | Norwegen     | Håvard Nielsen        | 15. Juli 1993 | 2022           | 2026        |
| 18         | Japan        | Daisuke Yokota        | 15. Juni 2000 | 2025           | 2026        |
| 38         | Deutschland  | Denis Husser II / Ú19 | 19. Sep. 2007 | 2021           | 2027        |
| 38         | Deutschland  | Monju Momuluh         | 18. Feb. 2002 | 2017           | 2026        |
| 39         | Turkei       | Taycan Kurt Ú19       | 18. Feb. 2002 | 2018           | 2028        |

### Transfers Saison 2025/26
Stand: 29. Juli 2025
| Zugänge | Abgänge |
| Sommerpause 2025 | Sommerpause 2025 |
| --- | --- |
| - Bastian Allgeier (SSV Ulm 1846) - Hendry Blank (FC Red Bull Salzburg; Leihe) - Mustapha Bundu (Plymouth Argyle) - Virgil Ghiță (KS Cracovia) - Benjamin Källman (KS Cracovia) - Maik Nawrocki (Celtic Glasgow; Leihe) - Maurice Neubauer (SV Elversberg) - Nahuel Noll (TSG 1899 Hoffenheim; Leihe) - Ime Okon (SuperSport United) - Benedikt Pichler (Holstein Kiel) - Franz Roggow (Borussia Dortmund II) - Jonas Sterner (Holstein Kiel) - Waniss Taïbi (AF Rodez) - Marius Wörl (Arminia Bielefeld; Leihende) - Daisuke Yokota (KAA Gent; Leihe) | - Max Christiansen (TSV 1860 München) - Jannik Dehm (SpVgg Greuther Fürth) - Marcel Halstenberg (Germania Grasdorf) - Fabian Kunze (1. FC Kaiserslautern) - Hyun-ju Lee (FC Bayern München II; Leihende) - Rabbi Matondo (Glasgow Rangers; Leihende) - Sei Muroya (FC Tokyo) - Phil Neumann (Birmingham City) - Jessic Ngankam (Eintracht Frankfurt; Leihende) - Kenneth Schmidt (SC Freiburg; Leihende) - Nicolò Tresoldi (FC Brügge) - Eric Uhlmann (FC Erzgebirge Aue) - Andreas Voglsammer (Hansa Rostock) - Bartłomiej Wdowik (Sporting Braga; Leihende) - Leon-Oumar Wechsel (GKS Tychy; Leihe) - Ron-Robert Zieler (1. FC Köln) |

### Trainerstab 2025/26
| Nat.        | Name              | Funktion        |
| ----------- | ----------------- | --------------- |
| Deutschland | Christian Titz    | Cheftrainer     |
| Deutschland | André Kilian      | Co-Trainer      |
|             | Levent Sürme      | Co-Trainer      |
| Deutschland | Lars Barlemann    | Co-Trainer      |
| Deutschland | Michael Ratajczak | Torwarttrainer  |
| Deutschland | Markus Böker      | Athletiktrainer |
| Deutschland | Felix Sunkel      | Athletiktrainer |

### Nationalspieler
(Stand: 19. Juli 2025):
Aktuelle Spieler, welche bereits für ihre Nationalmannschaft aufliefen:
- Mustapha Bundu (Sierra Leone)
- Husseyn Chakroun (Libanon)
- Virgil Ghiță (Rumänien)
- Benjamin Källman (Finnland)
- Håvard Nielsen (Norwegen)

Bekannte Nationalspieler, welche für 96 aufliefen:
- Miiko Albornoz (Chile)
- Ihlas Bebou (Togo)
- Uffe Bech (Dänemark)
- Marcel Halstenberg (Deutschland)
- Genki Haraguchi (Japan)
- Martin Harnik (Österreich)
- Lukas Hinterseer (Österreich)
- Salif Sané (Senegal)
- Oliver Sorg (Deutschland)
- Mit Steven Cherundolo hat ein Spieler innerhalb seiner Zeit bei Hannover 96 an drei Weltmeisterschaften teilgenommen und einmal das Viertelfinale und einmal das Achtelfinale erreicht. Er stand 2002, 2006 und 2010 im Aufgebot der USA. 2002 machte er als WM-Debütant noch kein Spiel, 2006 war er bei allen drei und 2010 bei allen vier Spielen der USA im Einsatz.
- Altin Lala, der von 1998 bis 2012 für Hannover 96 spielte, war bei seinem Ausscheiden aus dem Verein im Jahr 2012 Rekordnationalspieler seines Landes Albanien mit 79 Länderspielen.
- Ein weiterer bekannter ehemaliger Nationalspieler von Hannover 96 war Robert Enke, welcher von 2004 bis 2009 für Hannover das Tor hütete. Dazu lief er achtmal als Nationaltorhüter auf.
- Fußballweltmeister in seiner Zeit bei Hannover 96 wurde Ron-Robert Zieler im Jahr 2014.
- Der Weltmeister des Jahres 1990, Günter Hermann, spielte von 1994 bis 1996 für Hannover 96.

Hannover 96 hatte in den 1930er Jahren und in den 1960er Jahren mehrere deutsche Nationalspieler. Zwischen 1969 und 2003 hatte kein Spieler von Hannover 96 ein Länderspiel für die deutsche Nationalmannschaft bestritten. Nach dem Aufstieg 2002 feierte zunächst im Jahr 2003 der bei anderen Vereinen gescheiterte Fredi Bobic bei 96 ein spektakuläres Bundesliga-Comeback und kehrte anschließend in die Nationalmannschaft zurück. Gleiches gelang 2004 auch Thomas Brdarić, der ebenfalls über eine Leistungssteigerung als 96-Spieler wieder für Deutschland spielen durfte und an der EM 2004 teilnahm. Mit Per Mertesacker gelang einem Spieler aus der 96-Jugend der Durchmarsch in die Bundesligamannschaft und 2005 in die deutsche Nationalelf. Das Debüt von Torwart Robert Enke in der DFB-Elf im März 2007 unter Joachim Löw gelang ihm nach drei starken Saisons bei Hannover 96 fast acht Jahre nach seiner ersten Nominierung für den Nationalmannschaftskader im Jahr 1999 unter Erich Ribbeck zum Confed Cup in Mexiko. Enke nahm als zweiter von drei Torwarten an der Europameisterschaft 2008 teil und stand nach dem Rücktritt von Jens Lehmann 2008 bei den meisten Länderspielen im Tor. Mike Hanke bekam 2008 nach längerer Pause als 96er wieder einen Nationalmannschaftseinsatz. Im August 2010 kehrte Christian Schulz in den Kader der Nationalmannschaft zurück. Im August 2011 wurde Torwart Ron-Robert Zieler aufgrund einer starken Debüt-Halbserie bei 96 für die kommenden zwei Länderspiele in den Nationalmannschaftskader berufen. Am 11. November 2011 debütierte er im Spiel Ukraine gegen Deutschland (3:3). Er nahm an der EM 2012 und der WM 2014 teil, von der er als Weltmeister zurückkehrte.

### Ehemalige Spieler

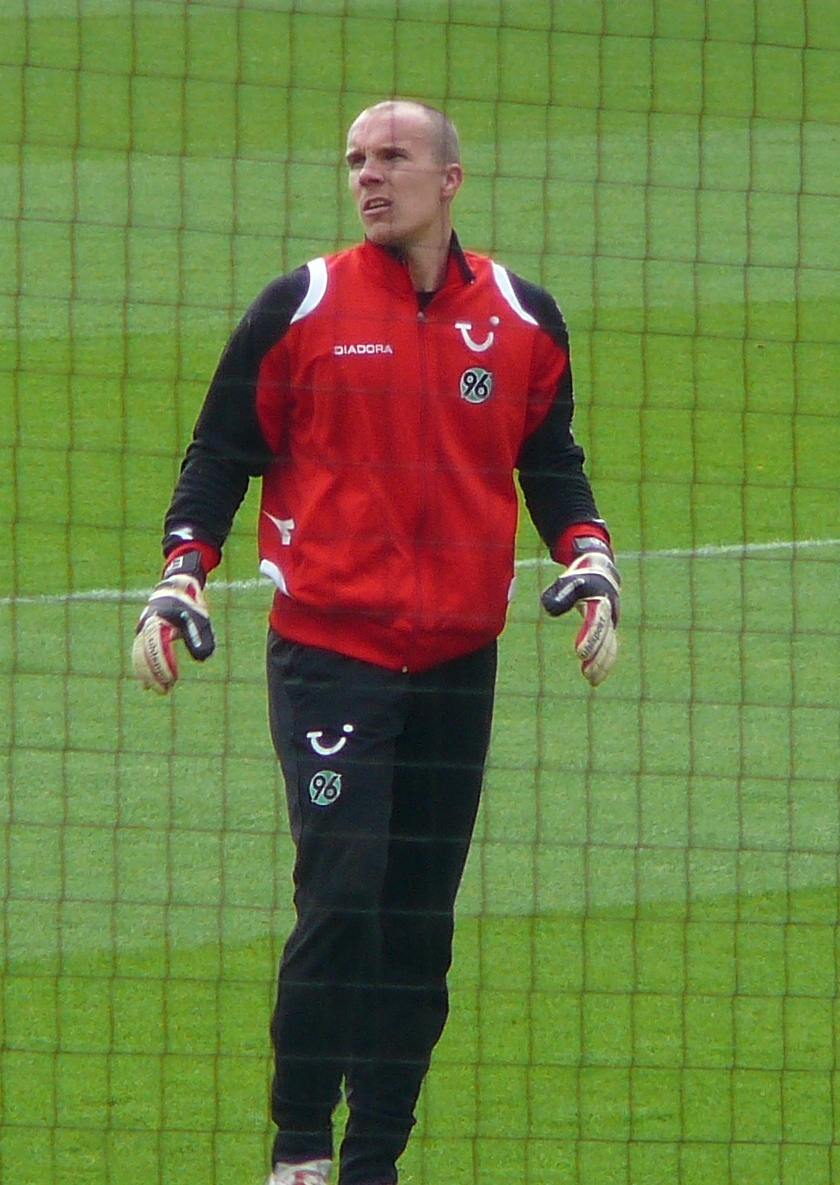
Ehemaliger Publikumsliebling und Nationaltorwart Robert Enke († 2009)

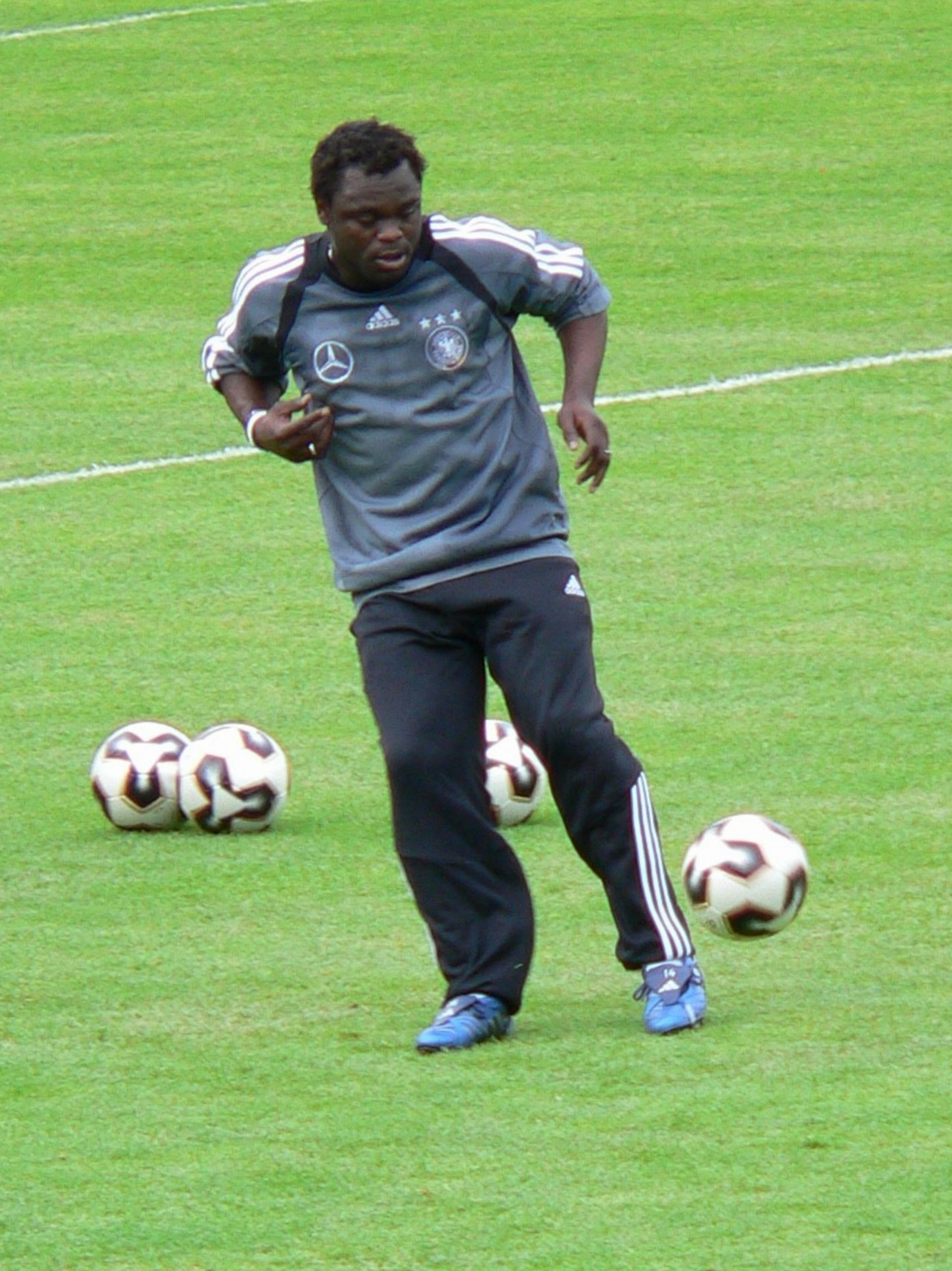
Gerald Asamoah

| - Mohammed Abdellaoue (2010–2013: 92 BL-Spiele, 30 BL-Tore) - Otto Addo (1996–1998) - Peter Anders (1966–1981: 458 BL-Spiele, 27 BL-Tore) - Gerald Asamoah (1994–1999) - Jürgen Bandura (1964–1974: 298 BL-Spiele, 34 BL-Tore) - Sergej Barbarez (1992–1993) - Vinicius Bergantin (2003-2010: 144 BL-Spiele, 9 Tore) - Fredi Bobic (2002–2003) - Klaus Bohnsack (1964–1974) - Thomas Brdarić (2003–2004 und 2005–2008: 60 BL-Spiele, 27 BL-Tore) - André Breitenreiter (1986–1994) - Arnold Jan Bruggink (2006-2010: 111 BL-Spiele, 20 BL-Tore) - Steven Cherundolo (1999–2014: 370 BL-Spiele, 7 Tore) - Peter Dahl (1973–1978: 80 BL-Spiele, 32 BL-Tore) - Sergio da Silva Pinto (2007-2013: 160 BL-Spiele, 19 Tore) - Julian de Guzmán (2002–2005) - Miloš Đelmaš (1991–1994) - Mame Diouf (2012–2014: 57 BL-Spiele, 26 BL-Tore) - Mario Eggimann (2008-2013: 93 BL-Spiele, 2 BL-Tore) - Robert Enke (2004–2009: 164 BL-Spiele, 0 BL-Tore) - Fabian Ernst (1996–1998) - Franz Gerber (1984–1986: 18 BL-Spiele) - Gregor Grillemeier (1986–1989: 47 BL-Spiele, 14 BL-Tore) - Martin Groth (1988–1995) - Karim Haggui (2009-2013: 107 BL-Spiele, 7 BL-Tore) | - Frank Hartmann (1980-1985 und 1986-1989) - Vahid Hashemian (2005–2008: 80 BL-Spiele, 9 BL-Tore) - Peter Hayduk (1975-1976 und 1979 -1983) - Dieter Hecking (1996–1999) - Bastian Hellberg (1993–1990) - Hans-Josef Hellingrath (1967–1973) - Jupp Heynckes (1967–1970: 86 BL-Spiele, 25 BL-Tore) - Szabolcs Huszti (2006–2009 und 2012–2014: 132 BL-Spiele, 36 BL-Tore) - Joselu (2014-2015: 30 BL-Spiele, 8 BL-Tore) - Jiří Kaufman (2000–2005) - Sebastian Kehl (1997–2000) - Markus Kreuz (1997–2000) - Andrzej Kobylański (1994–1996) - Nebojša Krupniković (2001–2005) - Altin Lala (1998–2012) - Benjamin Lauth (2007–2008: 21 BL-Spiele) - Carsten Linke (1995–2003) - Werner Lorant (1983–1984) - Clint Mathis (2004) - Per Mertesacker (1995–2006: 74 BL-Spiele, 7 BL-Tore) - Vladan Milovanovic (1996–1998: 58 Spiele, 49 Tore) - Babacar N’Diaye (1997–2002) - Horst Podlasly (1963–1971) - Emanuel Pogatetz (2010–2012: 57 BL-Spiele, 1 Tor) - Gheorghe Popescu (2002–2003) - Ralf Raps (1984–1989: 88 BL-Spiele) - Jens Rasiejewski (1997–1999) - Siegfried Reich (1985–1989: 90 BL-Spiele, 33 BL-Tore) | - Willi Reimann (1970–1974: 112 BL-Spiele, 44 BL-Tore) - Bastian Reinhardt (1998–2000) - Walter Rodekamp (1963–1968: 123 BL-Spiele, 38 BL-Tore) - Jan Rosenthal (2005–2010: 80 BL-Spiele, 11 Tore) - Jürgen Rynio (1980–1985) - Jaime Sánchez Fernández (2002–2003 und 2004, 1 BL-Tor) - Dieter Schatzschneider (1978–1983 sowie 1988–1989) - Michael Schjønberg-Christensen (1990–1994) - Jan Schlaudraff (2008–2015: 140 BL-Spiele, 17 Tore) - Manuel Schmiedebach (2008–2018) - Christian Schulz (2007-2016: 255 BL-Spiele, 19 Tore) - Hans Siemensmeyer (1965–1974: 278 BL-Spiele, 72 BL-Tore) - Jörg Sievers (1989–2003) - Jan Šimák (2000–2002 sowie 2003–2004) - Josip Skoblar (1967–1970: 57 BL-Spiele, 30 BL-Tore) - Jiří Štajner (2002–2010: 229 BL-Spiele, 42 BL-Tore) - Danijel Štefulj (1999–2004 sowie 2005) - Roland Stegmayer (1972–1976: 77 BL-Spiele, 12 BL-Tore) - Daniel Stendel (1999–2006) - Rainer Stiller (1966–1978: 254 BL-Spiele) - Lars Stindl (2010–2015: 131 BL-Spiele, 19 BL-Tore) - Karsten Surmann (1980–1992: 91 BL-Spiele, 10 BL-Tore) - Michael Tarnat (2004-2009: 113 BL-Spiele, 9 Tore) - Gerhard Tremmel (2002–2004) - Bernd Wehmeyer (1972–1976: 23 BL-Spiele) - Didier Ya Konan (2009–2014: 125 BL-Spiele, 39 Tore) - Ron-Robert Zieler (2010-2016 sowie seit 2019: 185 BL-Spiele, 0 BL-Tore) - Dariusz Żuraw (2001–2008: 130 BL-Spiele, 5 Tore) |

## Zweite Mannschaft

### Geschichte
Zur Saison 1959/60 gelang der Aufstieg in die Amateuroberliga Niedersachsen, der damals höchsten Amateurklasse. Dort gelang auf Anhieb die Meisterschaft der West-Staffel und die damit verbundene Qualifikation für die deutsche Amateurmeisterschaft.
In jener Saison wurden die Amateure unter dem Trainer Hannes Kirk das erste Mal deutscher Amateurmeister. Im Finale in Herford am 26. Juni spielte 96 gegen den BV Osterfeld 1:1 nach Verlängerung. Rolf Hartmann schoss das Tor für die Roten. Im Wiederholungsspiel ebenfalls in Herford gewann Hannover durch zwei Tore von Victor Schmidtke und ein Tor von Horst Patzke 3:0. Hannover spielte mit folgenden Spielern: Helmut Isendahl – Peter Flegel, Rolf Wimmers – Hannes Baldauf, Manfred Fahrtmann, Horst Patzke – Rolf Hartmann, Ernst-August Künnecke, Victor Schmidtke, Kurt Driesselmann, Klaus Bohnsack. Zum Kader gehörten auch Peter Arndt, Klaus Herrmann, Udo Nix, Heinz Steinwedel, Rolf Papenberg und Gerd Schünemann.
Zur Saison 1960/61 folgte der Wechsel in die Ost-Staffel. Nach dem zehnten (1960/61), vierten (1961/62) und dritten Platz (1962/63) wurde man 1963/64 Ost-Staffelmeister und qualifizierte sich erstmals seit vier Jahren wieder für die Amateurmeisterschaften.
In jener Spielzeit wurde man wieder Amateurmeister. Am 27. Juni 1964 gewannen die 96er das Finale gegen den SV Wiesbaden mit 2:0 durch die Tore von Karl-Heinz Esch und Michael Ferenz. Hannover spielte mit folgenden Spielern: Rainer Steinbach – Helmut Thomassek, Wilfried Fricke – Manfred Krüger, Hannes Baldauf, Helmut Hennemann – Heinz Bode, Friedel Schicks, Karl-Heinz Esch, Hans Dittmann, Michael Ferenz. Zum Kader gehörten folgende Spieler: Rolf Dankenbrink, Heinrich Hartmann und Reinhard Wasner.
Auf den Tag genau ein Jahr später gelang die Titelverteidigung, kurioserweise wieder gegen Wiesbaden. Diesmal gewann man durch zwei Tore von Vorjahres-Finaltorschütze Esch mit 2:1. Die Aufstellung lautete folgendermaßen: Rainer Steinbach – Helmut Thomassek, Wilfried Fricke – Hannes Baldauf, Helmut Hennemann, Rainer Stiller – Heinz Bode, Heinz-Jürgen Mumme, Karl-Heinz Esch, Hans Dittmann, Michael Ferenz. Trainer in beiden Spielzeiten war Hannes Kirk.
In der Saison 1964/65 spielten die Amateure von Hannover 96 in der neu geschaffenen Landesliga.
In den folgenden beiden Jahren erreichte man jeweils das Finale der Meisterschaften, welche man 1966 gegen die Amateure von Werder Bremen (1:5) und 1967 gegen den STV Horst-Emscher (2:0) verlor.
Die zweite Mannschaft von Hannover 96 ist eine U23-Mannschaft. Sie spielt nach ihrem bislang größten Erfolg, der Meisterschaft in der Regionalliga Nord, in der Saison 2024/25 in der 3. Liga, nachdem sie sich in den Aufstiegsspielen gegen den Bayernmeister Würzburger Kickers durchgesetzt hatte. Nach nur einer Spielzeit stieg das Team2025 aber wieder in die Regionalliga ab. 

### Kader der Saison 2025/26
(Stand: 14. August 2025)
Laut der Spielordnung des DFB dürfen in zweiten Mannschaften von Lizenzvereinen grundsätzlich nur Spieler eingesetzt werden, die am ersten Tag der Saison (1. Juli) noch nicht 23 Jahre alt sind (U23). Somit sind in der Saison 2025/26 grundsätzlich nur Spieler spielberechtigt, die am oder nach dem 1. Juli 2002 geboren wurden. Darüber hinaus dürfen sich drei ältere Spieler gleichzeitig im Spiel befinden. Deren Geburtstag ist im Kader fett gekennzeichnet. A-Junioren (U19) sind spielberechtigt, wenn sie dem älteren U19-Jahrgang (2007) angehören oder 18 Jahre alt sind. Aus Gründen der Talentförderung sind in Ausnahmefällen auch Spieler des jüngeren U19-Jahrgangs (2008) spielberechtigt.
| Nr.        | Nat.        | Name                      | Geburtstag    | Im Verein seit |     |
| Tor        | Tor         | Tor                       | Tor           | Tor            | Tor |
| ---------- | ----------- | ------------------------- | ------------- | -------------- | --- |
| 01         | Deutschland | Jonas SchwankeU19         | 24. Sep. 2006 | 2023           |     |
| 12         | Italien     | Abdoulaye Gueye           | 11. Aug. 2003 | 2025           |     |
| 22         | Deutschland | Luca-Joel Grimpe          | 18. Mai 2004  | 2022           |     |
| Abwehr     |             |                           |               |                |     |
| 02         | Deutschland | Jonas SternerI            | 13. Mai 2002  | 2025           |     |
| 03         | Deutschland | Alexander Babitsch        | 3. Okt. 2004  | 2014           |     |
| 04         | Marokko     | Ilias Ebnoutalib          | 6. Sep. 2005  | 2025           |     |
| 05         | Deutschland | Lukas Dominke             | 11. Jan. 2004 | 2013           |     |
| 16         | Deutschland | Anton Lange               | 25. Mai 2006  | 2023           |     |
| 17         | Deutschland | Emil Roselieb             | 9. Jan. 2006  | 2015           |     |
| 18         | Deutschland | Fynn Arkenberg            | 4. März 1996  | 2022           |     |
| 28         | Deutschland | Mark Geworgjan            | 1. Juni 2005  | 2024           |     |
| 31         | Curaçao     | Giordinelo MeulensU19     | 19. Aug. 2006 | 2025           |     |
| Mittelfeld |             |                           |               |                |     |
| 06         | Deutschland | Noah Engelbreth           | 12. Juni 2005 | 2024           |     |
| 07         | Syrien      | Mustafa Abdullatif        | 15. Dez. 2003 | 2024           |     |
| 09         | Deutschland | Lars GindorfI             | 13. Aug. 2001 | 2022           |     |
| 10         | Deutschland | Marius WörlI              | 5. Apr. 2004  | 2025           |     |
| 11         | Deutschland | Franz RoggowI             | 14. Juli 2002 | 2025           |     |
| 15         | Japan       | Asuma Ikari               | 27. Juli 2005 | 2025           |     |
| 16         | Deutschland | Keanu Brandt              | 17. März 2004 | 2013           |     |
| 23         | Deutschland | Montell Ndikom            | 5. Feb. 2005  | 2019           |     |
| 33         | Deutschland | Tim Walbrecht             | 18. Sep. 2001 | 2023           |     |
|            | Deutschland | Matti Tjaden              | 28. Juni 2006 | 2017           |     |
| Sturm      |             |                           |               |                |     |
| 08         | Deutschland | Alexander Vogel           | 13. Jan. 2006 | 2017           |     |
| 09         | Deutschland | Sean Busch                | 19. Jan. 2004 | 2023           |     |
| 14         | Deutschland | Melkamu Frauendorf        | 12. Jan. 2004 | 2024           |     |
| 18         | Israel      | Josef Ganda               | 10. März 1997 | 2025           |     |
| 19         | Deutschland | Denis HusserU19           | 19. Sep. 2007 | 2021           |     |
| 21         | Deutschland | Florent Aliqki            | 18. Juni 2006 | 2025           |     |
| 25         | Deutschland | Rafael Martins MarquesU19 | 25. Okt. 2006 | 2023           |     |
| 27         | Deutschland | Tom HobrechtU19           | 27. Nov. 2006 | 2024           |     |
| 29         | Deutschland | Jeremie Niklaus           | 14. Jan. 2005 | 2023           |     |
|            | Deutschland | Monju MomuluhI            | 18. Feb. 2002 | 2017           |     |

### Transfers Saison 2025/26
- Stand: 8. August 2025

| Zugänge | Abgänge |
| Sommerpause 2025 | Sommerpause 2025 |
| --- | --- |
| - Manuel Braun (VfL Wolfsburg) - Ilias Ebnoutalib (FC Gießen) - Josef Ganda (FC Teutonia 05 Ottensen) - Abdoulaye Gueye (FC Wacker Innsbruck) - Asuma Ikari (Mito Hollyhock; Leihe) - Giordinelo Meulens (FC Utrecht U19) | - Michel Dammeier (1. FC Phönix Lübeck) - Jacob Danquah (Stuttgarter Kickers) - Felix Göttlicher (Kickers Emden) - Robin Kalem (SV Wehen Wiesbaden) - Stefano Marino (SC Paderborn 07) - Nick-Elias Meier (1. FC Magdeburg) - Norman Quindt (Kickers Emden) - Toni Stahl (1. FC Schweinfurt 05) - Nick Stepantsev (Kickers Emden) - Valmir Sulejmani (Alemannia Aachen) - Eric Uhlmann (FC Erzgebirge Aue) - Jayson Videira Pereira (1. FSV Mainz 05 II) - Lukas Wallner (Hansa Rostock) - Leon-Oumar Wechsel (GKS Tychy; Leihe) - Ben Westermeier (SSV Ulm 1846) |

## Kooperation mit Mito Hollyhock
2023 unterzeichneten Hannover 96 und der japanische Verein Mito Hollyhock einen Kooperationsvertrag. Der auf drei Jahre angelegte Vertrag erlaubt es Hannover unter anderem, jede Saison einen Spieler aus Japan für die eigene zweite Mannschaft auszuleihen. Der erste Spieler, der in diesem Rahmen nach Hannover wechselte, war 2023 der Verteidiger Hayate Matsuda. Nachdem die Leihe 2024 um ein Jahr verlängert worden war, unterschrieb Matsuda im Sommer 2025 einen Profivertrag in Hannover. Gleichzeitig wurde der japanische Mittelfeldspieler Asuma Ikari für ein Jahr ausgeliehen.

## Frauenfußball
Hannover 96 bietet in der Fußballabteilung des e. V. auch Frauenfußball an. Derzeit gibt es dort im Frauenbereich zwei Mannschaften und drei Nachwuchsteams (B-Jugend [U17], A-Jugend [U16] und die C-Jugend [U15]). Die erste Mannschaft stieg 2018 in die viertklassige Oberliga Niedersachsen auf und gewann durch einen 2:0-Sieg über den VfL Jesteburg den Niedersachsenpokal. Im DFB-Pokal 2018/19 besiegten die Hannoveranerinnen zunächst den Regionalligisten Blau-Weiß Hohen Neuendorf mit 4:2. In der zweiten Runde folgte dann das Aus nach einer 0:11-Niederlage gegen den Titelverteidiger VfL Wolfsburg. Am Ende der Saison 2018/19 wurde Hannover 96 nach einem 3:0-Finalsieg über Blau-Weiß Hollage Niedersachsenmeister und stieg in die Regionalliga Nord auf. Dort wurden die Hannoveranerinnen auf Anhieb Vizemeister hinter dem SV Henstedt-Ulzburg. Henstedt-Ulzburg verzichtete ebenso wie Hannover 96 aus finanziellen Gründen auf den Aufstieg in die 2. Bundesliga. 2024 wurden die Hannoveranerinnen erneut Vizemeister hinter dem SV Henstedt-Ulzburg. Ein Jahr später gewann die Mannschaft den Niedersachsenpokal durch einen 1:0-Finalsieg über den SV TiMoNo.

## Trainer, Vorsitzende bzw. Präsidenten und Manager

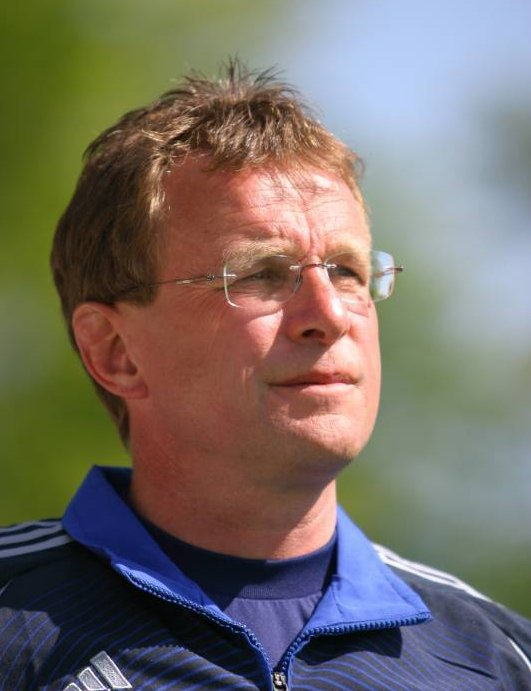
Ralf Rangnick schaffte mit Hannover 96 den Aufstieg in die Bundesliga

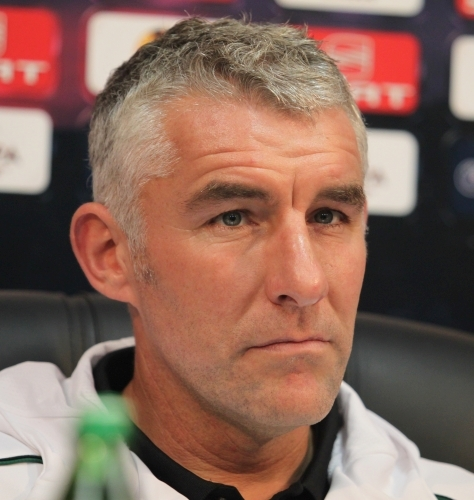
Mirko Slomka

| - Robert Fuchs, 1932 bis 1946 - Fritz Pölsterl, Okt. 1946 bis 1947 - Otto Höxtermann, 1947 (nur Aug./Sept., Oberliga nachträglich erreicht) - Willy Tillmann, Oktober/November 1947 (lt. NHZ vom 15. Oktober 1947, kam aber möglicherweise nicht zu Stande) - Robert Fuchs, November 1947 bis November 1950 (zweite Amtszeit) - Christian Bieritz, Dezember 1950 (Interimstrainer) - Paul Slopianka-Hoppe, Januar 1951 bis Saisonende - Emil Izsó, 1951 bis 1952 - Helmut Kronsbein, 1952 bis 1957 - Kuno Klötzer, 1957 bis 1958 - Fritz Silken, 1958 bis 1959 - Günter Grothkopp, 1959 bis Dezember 1961 - Hannes Kirk, Januar 1962 bis Saisonende - Heinz Lucas, 1962 bis 1963 - Helmut Kronsbein, 1. Juli 1963 bis 28. April 1966 (zweite Amtszeit) - Hannes Kirk, 29. April bis 30. Juli 1966 - Horst Buhtz, 1. Juli 1966 bis 12. Februar 1968 - Karl-Heinz Mülhausen, 1968 (Interimstrainer) - Zlatko Čajkovski, 1968 bis 1969 - Rolf Paetz, 12. Dezember bis 28. Dezember 1969 (Interimstrainer) - Hans Pilz, 29. Dezember 1969 bis 30. Juni 1970 - Helmuth Johannsen, 1. Juli 1970 bis 13. November 1971 - Hans Hipp, 17. November 1971 bis 28. Februar 1973 - Hannes Baldauf, 1. März 1973 bis 12. März 1974 - Helmut Kronsbein, 13. März 1974 bis 14. Januar 1976 (dritte Amtszeit) - Hannes Baldauf, 15. Januar bis 19. Dezember 1976 (zweite Amtszeit) | - Helmut Kronsbein, 20. Dezember 1976 bis 30. Juni 1978 (vierte Amtszeit) - Anton Burghardt, 1. Juli 1978 bis 30. Juni 1979 - Diethelm Ferner, 1. Juli 1979 bis 28. November 1982 - Gerd Bohnsack, 30. November 1982 bis 24. Oktober 1983 - Werner Biskup, 25. Oktober 1983 bis 21. November 1985 - Jürgen Rynio, 22. November 1985 bis 12. Januar 1986 - Jörg Berger, 13. Januar bis 17. März 1986 - Helmut Kalthoff, 18. März bis 31. Mai 1986 - Jürgen Wähling, 1. Juni 1986 bis 19. September 1988 - Hans Siemensmeyer, 20. September 1988 bis 21. März 1989 - Reinhard Saftig, 22. März bis 19. Juni 1989 - Slobodan Čendić, 20. Juni bis 1. September 1989 - Bernd Laube, 1. September bis 12. September 1989 - Michael Krüger, 13. September 1989 bis 30. September 1990 - Hans-Dieter Schmidt, 1990 (Interimstrainer) - Michael Lorkowski, 1. Oktober 1990 bis 30. Juni 1992 - Eberhard Vogel, 1992 bis 1993 (Co-Trainer: Hannes Baldauf) - Rolf Schafstall, 1993 bis 1994 | - Stefan Mertesacker, 1994 (Interimstrainer) - Peter Neururer, 1994 bis 1995 - Miloš Đelmaš, 1995 (Interimstrainer) - Egon Coordes, 1995 bis 1996 - Jürgen Stoffregen, 1996 - Reinhold Fanz, 1996 bis 1998 - Franz Gerber, 1999 - Branko Ivanković, 1999 bis 2000 - Horst Ehrmantraut, 2000 bis 2001 (Co-Trainer: Stanislav Levý) - Stanislav Levý, 2001 - Ralf Rangnick, 1. Juli 2001 bis März 2004 (Co-Trainer: Mirko Slomka) - Ewald Lienen, März 2004 bis November 2005 (Co-Trainer: Michael Frontzeck) - Peter Neururer, 10. November 2005 bis 30. August 2006 (zweite Amtszeit) (Co-Trainer: Thomas Kristl, Michael Schjønberg) - Michael Schjønberg, 30. August bis 7. September 2006 (Interimstrainer) - Dieter Hecking, 7. September 2006 bis 19. August 2009 (Co-Trainer: Dirk Bremser) - Andreas Bergmann, 20. August 2009 bis 19. Januar 2010 - Mirko Slomka, 19. Januar 2010 bis 27. Dezember 2013 - Tayfun Korkut, 31. Dezember 2013 bis 20. April 2015 - Michael Frontzeck, 20. April 2015 bis 21. Dezember 2015 - Thomas Schaaf, 4. Januar 2016 bis 3. April 2016 - Daniel Stendel, 3. April 2016 bis 20. März 2017 - André Breitenreiter, 20. März 2017 bis 27. Januar 2019 - Thomas Doll, 28. Januar 2019 bis 28. Mai 2019 - Mirko Slomka, 1. Juli 2019 bis 3. November 2019 (zweite Amtszeit) - Asif Šarić, 4. November 2019 bis 14. November 2019 (Interimstrainer) - Kenan Koçak, 15. November 2019 bis 23. Mai 2021 - Jan Zimmermann, 21. Juni 2021 bis 29. November 2021 - Christoph Dabrowski, 1. Dezember 2021 bis 15. Mai 2022 - Stefan Leitl, 8. Juni 2022 bis 29. Dezember 2024 - André Breitenreiter, 2. Januar 2025 bis 23. April 2025 - Lars Barlemann, 23. April 2025 bis 18. Mai 2025 (Interimstrainer) - Christian Titz, seit 21. Juni 2025 |

| - Fritz Vogeler, August Riehn, 1896–1897 - Carl Friedrich, 1897–1898 - Fritz Ebeling, 1898–1901 - Fritz Schlüter, 1901–1905 - Wilhelm Namendorff, 1906–1907 - Albert Staake, 1907–1908 - Wilhelm Namendorff, 1909–1910 - Karl Putzenius, 1910–1912 - Hans Zachau, 1913–1914 - Heinrich Bauermann, Hermann Knobbe, Wilhelm Quermann, 1915–1918 - Wilhelm Quermann, 1918–1919 - Hans Zachau, 1919 - Hans Tölke, 1920 - Wilhelm Schmidt, 1921–1922 - Georg Schrader, 1913–1924 - August Rieke, 1924 | - Wilhelm Schmidt, 1924 - Otto Engelmann, 1925–1927 - Wilhelm Pentz, 1927 - Heinrich Conzen, 1927–1928 - Hermann Knobbe, 1929–1931 - Ernst Engelke, 1932–1933 - Heinrich Conzen, 1933 - Heinrich Bauermeister, 1934–1938 - Georg Kindermann, 1939–1940 - Heinrich Bauermeister, 1941–1945 - Wilhelm Quermann, 1946–1947 - Karl Fahrenholz, 1948–1949 - Otto Engelmann, 1950–1951 - Walter Daubert, 1952–1953 - Heinrich Pape, 1954 - Ernst Wesemann, 1955–1958 | - Karl Fahrenholz, 1959–1961 - Alfred Strothe, 1962–1966 - Ferdinand Bock, 1967–1976 - Richard Lehners, 1976–1981 - Horst Fredo Henze, 1981–1989 - Uwe-Jens Nonnsen, 1989–1991 - Fritz Willig, 1991–1993 - Martin Brandstaeter, 1993 kurzzeitig Chef des Notvorstandes - Dieter Braun, 1993–1995 - Klaus-Dieter Müller, 1995–1996 - Hans Wöbse, 1996–1997 - Utz Claassen, 1997 - Martin Kind, 1997–2005 - Götz von Fromberg, 2005–2006 - Martin Kind, 2006–2019 - Sebastian Kramer seit 2019 |

| - Klaus Geffke, 1963–1968 - Eckhart Kleemann, 1968–1973 - Kurt Buchmann, 1973–1984 - Jürgen Rynio, 1984–1985 - Helmut Kalthoff, 1986 - Bernd Laube, 1989–1990 - Hans-Dieter Schmidt, 1990–1991 - Ralf Rogge, 1991–1994 | - Peter Obermeyer, 1994 - Ralf Rogge, 1994–1995 - Karsten Surmann, 1995–1996 - Franz Gerber, 1996–1999 - Thomas von Heesen, 1999 - Wolfgang Levin, 2000–2001 - Franz Gerber, 2001–2002 - Ricardo Moar, 2002–2004 | - Ilja Kaenzig, 2004–2006 - Christian Hochstätter, 2006–2009 - Jörg Schmadtke, 2009–2013 - Dirk Dufner, 2013–2015 - Martin Bader und Christian Möckel, 2015–2017 - Horst Heldt, 2017–2019 - Jan Schlaudraff, 2019–2020 - Gerhard Zuber, 2020-2021 - Marcus Mann, seit 2021 |

## Statistik

### Ligastatistik

#### Bundesliga
(Stand: 1. Juli 2022)
- Zugehörigkeit zur Bundesliga: 30 Jahre
- längster Zeitraum ununterbrochener Bundesligazugehörigkeit: 2002–2016
- Bundesliga-Tabellenführer: viermal
- Ewige Tabelle der Bundesliga: Platz 16
- eingesetzte Bundesligaspieler: 310[101]
- die meisten Bundesligaspiele: Steven Cherundolo (302)
- Anzahl Bundesliga-Torschützen: 180[102]
- die meisten Bundesligatore: Hans Siemensmeyer (72)
- die beste Bundesligaplatzierung: Platz 4 (2010/11)

#### 2. Bundesliga
(Stand: 17. März 2024)
- Zugehörigkeit zur 2. Bundesliga: 27 Jahre.
- Ewige Tabelle der 2. Bundesliga: Platz 3
- eingesetzte Zweitliga-Spieler: 285[103]
- die meisten Zweitliga-Spiele: Jörg Sievers (367)
- Anzahl Zweitliga-Torschützen: 160[104]
- die meisten Zweitliga-Tore: Dieter Schatzschneider (48)

#### Regionalliga
(Stand: 1. Juli 2022)
- Zugehörigkeit zur Regionalliga: 3 Jahre
- Ewige Tabelle der zweitklassigen Regionalliga: Platz 28 (Staffel Nord)
- Ewige Tabelle der viergleisigen Regionalliga: Platz 13 (Staffel Nord)
- eingesetzte Regionalligaspieler: 38 (nur viergleisige Regionalliga)[105]
- die meisten Regionalliga-Spiele: Jörg Sievers (66)
- Anzahl Regionalliga-Torschützen: 26 (nur viergleisige Regionalliga)[106]
- die meisten Regionalliga-Tore: Vladan Milovanović (49)

### Pokalbilanz

#### DFB-Pokal
(Stand: 1. Juli 2022)
- Teilnahmen am DFB-Pokal: 66 Teilnahmen
- Ewige Tabelle des DFB-Pokals: Platz 18
- eingesetzte Spieler im DFB-Pokal: 401[107]
- die meisten DFB-Pokalspiele: Jörg Sievers (35)
- Anzahl DFB-Pokal Torschützen: 131[108]
- die meisten DFB-Pokal-Tore: Martin Groth (7)
- das beste Abschneiden: Gewinner (1992)

Gesamtbilanz: 159 Spiele, 75 Siege, 64 Niederlagen, 329:264 Tore (Tordifferenz: +65)

### Europapokalbilanz
(Stand: 1. Juli 2022)
| Saison    | Wettbewerb                  | Runde                  | Gegner                | Gesamt      | Hin                   | Rück    |
| --------- | --------------------------- | ---------------------- | --------------------- | ----------- | --------------------- | ------- |
| 1958–1960 | Messestädte-Pokal           | 1. Runde               | AS Rom                | 2:4         | 1:3 (H)               | 1:1 (A) |
| 1960/61   | Messestädte-Pokal           | 1. Runde               | Inter Mailand         | 03:14       | 2:8 (A)               | 1:6 (H) |
| 1961/62   | Messestädte-Pokal           | 1. Runde               | Espanyol Barcelona    | 0:3         | 0:1 (H)               | 0:2 (A) |
| 1965/66   | Messestädte-Pokal           | 2. Runde               | FC Porto              | 6:2         | 5:0 (H)               | 1:2 (A) |
| 1965/66   | Messestädte-Pokal           | 3. Runde               | FC Barcelona          | 0(M)4:40(M) | 2:1 (H)               | 0:1 (A) |
| 1965/66   | Messestädte-Pokal           | 3. Runde               | FC Barcelona          | 0(M)4:40(M) | 1:1 n. V. in Hannover |         |
| 1967/68   | Messestädte-Pokal           | 1. Runde               | SSC Neapel            | 1:5         | 0:4 (A)               | 1:1 (H) |
| 1968/69   | Messestädte-Pokal           | 1. Runde               | B 1909 Odense         | 4:2         | 3:2 (H)               | 1:0 (A) |
| 1968/69   | Messestädte-Pokal           | 2. Runde               | AIK Solna             | 7:6         | 2:4 (A)               | 5:2 (H) |
| 1968/69   | Messestädte-Pokal           | 3. Runde               | Leeds United          | 2:7         | 1:5 (A)               | 1:2 (H) |
| 1969/70   | Messestädte-Pokal           | 1. Runde               | Ajax Amsterdam        | 2:4         | 2:1 (H)               | 0:3 (A) |
| 1992/93   | Europapokal der Pokalsieger | 1. Runde               | Werder Bremen         | 3:4         | 1:3 (A)               | 2:1 (H) |
| 2011/12   | UEFA Europa League          | Play-offs              | FC Sevilla            | 3:2         | 2:1 (H)               | 1:1 (A) |
| 2011/12   | UEFA Europa League          | Gruppenphase           | Standard Lüttich      | 0:2         | 0:0 (H)               | 0:2 (A) |
| 2011/12   | UEFA Europa League          | Gruppenphase           | Worskla Poltawa       | 5:2         | 2:1 (A)               | 3:1 (H) |
| 2011/12   | UEFA Europa League          | Gruppenphase           | FC Kopenhagen         | 4:3         | 2:2 (H)               | 2:1 (A) |
| 2011/12   | UEFA Europa League          | Sechzehntelfinale      | FC Brügge             | 3:1         | 2:1 (H)               | 1:0 (A) |
| 2011/12   | UEFA Europa League          | Achtelfinale           | Standard Lüttich      | 6:2         | 2:2 (A)               | 4:0 (H) |
| 2011/12   | UEFA Europa League          | Viertelfinale          | Atlético Madrid       | 2:4         | 1:2 (A)               | 1:2 (H) |
| 2012/13   | UEFA Europa League          | 3. Qualifikationsrunde | St Patrick’s Athletic | 5:0         | 3:0 (A)               | 2:0 (H) |
| 2012/13   | UEFA Europa League          | Play-offs              | Śląsk Wrocław         | 10:40       | 5:3 (A)               | 5:1 (H) |
| 2012/13   | UEFA Europa League          | Gruppenphase           | FC Twente Enschede    | 2:2         | 2:2 (A)               | 0:0 (H) |
| 2012/13   | UEFA Europa League          | Gruppenphase           | Levante UD            | 4:3         | 2:1 (H)               | 2:2 (A) |
| 2012/13   | UEFA Europa League          | Gruppenphase           | Helsingborgs IF       | 5:3         | 2:1 (A)               | 3:2 (H) |
| 2012/13   | UEFA Europa League          | Sechzehntelfinale      | Anschi Machatschkala  | 2:4         | 1:3 (A)               | 1:1 (H) |

Gesamtbilanz: 49 Spiele, 21 Siege, 11 Unentschieden, 17 Niederlagen, 85:87 Tore (Tordifferenz −2)
Messestädte-Pokal
(Stand: 1. Juli 2022)
- Teilnahmen am Messestädte-Pokal: 7 Teilnahmen.
- Ewige Tabelle des Messestädte-Pokal: Platz 47
- eingesetzte Messestädte-Pokal-Spieler: 61[109]
- die meisten Messestädte-Pokal-Spiele: Eddy Bandura (14)
- Anzahl Messestädte-Pokal-Torschützen: 13[110]
- die meisten Messestädte-Pokal-Tore: Hans Siemensmeyer (7)

Pokal der Pokalsieger
(Stand: 1. Juli 2022)
- Teilnahmen am Pokal der Pokalsieger: 1 Teilnahme
- Ewige Tabelle der Pokal der Pokalsieger: Platz 341
- eingesetzte Pokal der Pokalsieger-Spieler: 17[111]
- die meisten Pokal der Pokalsieger-Spiele: Andre Sirocks, Hakan Biçici, Jörg-Uwe Klütz, Jörg Sievers, Axel Sundermann, Martin Groth, Miloš Đelmaš, Jörg Kretzschmar, Michael Koch (je 2)
- Anzahl Pokal der Pokalsieger-Torschützen:2[112]
- die meisten Pokal der Pokalsieger-Tore: Reinhold Daschner (2)

Europa League
(Stand: 1. Juli 2022)
- Teilnahmen an der UEFA Europa League: 2 Teilnahmen
- Ewige Tabelle der UEFA Europa League: Platz 142
- eingesetzte Europa-League-Spieler: 29[113]
- die meisten Europa-League-Spiele: Ron-Robert Zieler (23)
- Anzahl Europa-League-Torschützen: 12[114]
- die meisten Europa-League-Tore: Mame Diouf (7)

### Berufungen in die deutsche Nationalmannschaft
(Stand: 1. Juli 2022)
- Anzahl Nationalspieler: 15
  - Fritz Deike; 25. August 1935 gegen Rumänien (1)
  - Edmund Malecki; 25. August 1935 bis 26. März 1939 (5)
  - Helmut Sievert; 27. September 1936 gegen Luxemburg (1)
  - Ludwig Männer; 25. Juni 1937 bis 26. März 1939 (5)
  - Ludwig Pöhler; 26. März 1939 gegen Luxemburg (1)
  - Johannes Jakobs; 29. Juni 1939 gegen Estland (1)
  - Walter Rodekamp; 12. Mai 1965 bis 6. Juni 1965 (3)
  - Hans Siemensmeyer; 27. September 1967 bis 22. November 1967 (3)
  - Josef „Jupp“ Heynckes; 10. Mai 1969 gegen Österreich (1)
  - Fredi Bobic; 20. November 2002 bis 11. Juni 2003 (7)
  - Thomas Brdarić; 2. Juni 2004 bis 19. Juni 2004 (3)
  - Per Mertesacker; 9. Oktober 2004 bis 4. Juli 2006 (29)
  - Robert Enke; 28. März 2007 bis 10. November 2009 (8)
  - Mike Hanke; 17. November 2007 gegen Zypern (1)
  - Christian Schulz; 26. Dezember 2004 bis 11. August 2010 (4)
  - Ron-Robert Zieler; 11. November 2011 bis 10. Juni 2015 (6)
- Anzahl Nationalmannschaftseinsätze: 79
- Anzahl Nationalspieler in der deutschen Olympiamannschaft: 1
  - Dieter Schatzschneider; 16. November 1982 gegen die Niederlande
- Anzahl Nationalspieler bei Europameisterschaften: 1
  - Thomas Brdarić; (EM 2004, 1 Spiel)

## Trikotsponsoren
- 1976–1977: Epon, Pelzhändler
- 1977–1980: Frucade, Erfrischungsgetränkeindustrie
- 1980–1984: Hanomag, Maschinenbau
- 1984–1988: Feldschlößchen, Bier, Feldschlößchen Getränke AG
- 1988–1992: Nashua, Kopierer, Bürokommunikation
- 1992–1995: Toto-Lotto, Lotterieanbieter
- 1995–1996: Einbecker, Bier, Einbecker Brauhaus AG, zur Brau + Brunnen AG gehörig
- 1996–1998: Gilde Pilsener, Bier, Gilde Brauerei AG
- 1998–2000: Baan, Hersteller von Standardsoftware
- 2000–2002: Gilde Ratskeller, Bier, Gilde Brauerei AG
- 2002–2007: TUI, Touristikkonzern
- 2007–2008: TUIfly, deutsche Fluggesellschaft (Tochterkonzern der TUI)
- 2008–2014: TUI, Touristikkonzern
- 2014–2021: Heinz von Heiden, Massivhausanbieter
- 2021–April 2024: Brainhouse247, Anbieter von Coworkingspaces[115]
- April 2024–Juni 2024: ÜSTRA, Verkehrsunternehmen[116]
- ab Juni 2024 Heise, Unternehmensgruppe[117]

## Vereinshymne
96 – Alte Liebe ist die Vereinshymne von Hannover 96. Sie wird vor jedem Heimspiel von im Stadion gesungen, und ist zudem neben dem Niedersachsenlied auch ein gern gespieltes Stück in den Festzelten auf dem Frühlingsfest, dem Schützenfest oder dem Oktoberfest Hannover. Entstanden ist die Hymne 1998 für die Benefizaktion der Fußballamateurabteilung von Hannover 96 „Saniert das Eilenriedestadion“. Komponiert und getextet wurde sie von Martin Hylla und Kai Hoffmann. Ursprünglich 96 – Alte Dame betitelt, wurde die Idee in Hinblick auf andere „alte Damen“ und die traditionell als „alte Dame des Fußballs“ bekannte Mannschaft von Hertha BSC schnell verworfen. Die 2002 neu aufgenommene Version in einer Bearbeitung von Dete Kuhlman wird seither im Stadion eingespielt. Zwischen 2010 und 2017 sangen Kuhlmann und Oswald „Osssy“ Pfeiffer diese Version von 96 – Alte Liebe live vor jedem Heimspiel.

## Einzugsbereich
Der Einzugsbereich von Hannover 96 umfasst schwerpunktmäßig neben der Region Hannover auch die Landkreise Schaumburg und Nienburg/Weser, den Landkreis Hildesheim, die Landkreise Hameln-Pyrmont und Holzminden im Weserbergland und die Südheide. Er entspricht damit etwa dem früheren Regierungsbezirk Hannover.

## Fanfreundschaften und Rivalitäten
Es besteht eine langjährige Fanfreundschaft mit dem Hamburger SV (HSV und HSV). Diese wird inzwischen (2018) von großen Teilen der Fanszene beider Vereine getragen und weithin als eine der intensivsten Fanfreundschaften im deutschen Fußball wahrgenommen. So wird z. B. bei Spielen gegeneinander die Vereinshymne des Gastes gespielt. Zudem reisen die jeweiligen Stadionsprecher zum Auswärtsspiel, um die Mannschaftsaufstellung zu verlesen.
Freundschaftliche Verbindungen bestehen weiterhin zu Teilen der Fanszene von Arminia Bielefeld, AIK Solna aus Schweden, dem SC Heerenveen aus den Niederlanden, Perth Glory aus Australien, zu Odense BK aus Dänemark, St Patrick’s Athletic aus Irland und Sporting Lissabon aus Portugal. Die freundschaftliche Verbindung zu einem bestimmten Teil der Bielefelder Fanszene rührt daher, dass der Hamburger SV auch eine Fanfreundschaft zu Arminia Bielefeld pflegt (gern ausgedrückt im ironischen Schlachtruf „Hamburg, Hannover, Bielefeld / Wir sind der Abschaum dieser Welt“), die drei Clubs bilden die sogenannte „Nord-Allianz“. Als Gegner sah die Nordallianz die Fans von Eintracht Braunschweig und deren teilweise befreundete Fanszenen aus Magdeburg und Mannheim, die ebenfalls in Anlehnung an weltpolitische Begriffe der 2000er Jahre „Achse des Blöden“ genannt wurden.
Als Erzrivale seit der Gründung der Bundesliga 1963 gilt Eintracht Braunschweig. Die Rivalität gründet sich auf die Bevorzugung von Eintracht Braunschweig als Gründungsmitglied der Bundesliga im Jahr 1963 und die sportliche Situation der 1960er und 1970er Jahre, als beide Vereine meistens in der gleichen Liga spielten und im Rahmen des Niedersachsenderbys aufeinander trafen. Sie gründet sich auch auf Jahrhunderte alte, oft erbitterte allgemeinpolitische Kämpfe um die Vorherrschaft in der Region zwischen beiden Städten. Braunschweig war im Mittelalter die bedeutendere Stadt und verlor ihre Dominanz über die Region nach und nach an Hannover. Die Rivalität im Fußball flammte 1996 bis 1998 stark auf, als Hannover 96 zu Braunschweig in die Drittklassigkeit abgestiegen war. Als zwischen den Vereinen meist ein Zwei-Klassen-Abstand bestand (seit 2002 war Hannover erstklassig und Braunschweig die meiste Zeit drittklassig), wurde sie vor allem von Braunschweiger Seite gepflegt. Sie flammte in der Saison 2013/14 auch in Hannover auf, als Braunschweig für ein Jahr in die Bundesliga aufgestiegen war, und erneut 2016/17, als Hannover für ein Jahr zu Braunschweig in die Zweitklassigkeit musste. Die Rivalität spiegelt sich auch im Refrain des Liedes 96 – Alte Liebe wider, in dem es heißt: Rot steht dir sehr viel besser als Gelb/Blau (Gelb/Blau, die Vereinsfarben von Braunschweig). Seit Beginn der Saison 2022/23 spielen beide Vereine wieder zusammen in der 2. Bundesliga und die Rivalität ist wieder zum Dauerzustand geworden.
Der VfL Wolfsburg, eigentlich der geographisch nächstgelegene Bundesligaverein, wird von den meisten 96-Fans aufgrund der als gering wahrgenommenen Tradition von Stadt und Club und des kleinen und einseitig auf dem VW-Konzern aufbauenden Umfelds als nicht rivalitätsfähig angesehen und eher ignoriert.
Eine Tendenz zur Rivalität besteht zu Werder Bremen, dem norddeutschen Bundesligakonkurrenten, bei dem weder durch Freundschaft (Hamburg) noch Ignoranz (Wolfsburg) andere Emotionen belegt sind und der die Mehrheit seiner Fans in Niedersachsen hat. Die Freundschaft zum Hamburger SV, für den Bremen Erzrivale ist, trägt zu dieser Tendenz bei.
Antipathie besteht seit 1997 gegenüber Energie Cottbus. Sie geht auf die Umstände der Niederlage gegen Cottbus in der Aufstiegsrelegation zur 2. Bundesliga 1997 zurück, als Mitte der 2. Halbzeit bei günstigem Spielstand für Hannover die Flutlichtanlage ausfiel, es zu rassistischen Übergriffen gegen Spieler von Hannover 96 kam und Cottbus die allgemeine Verwirrung nutzen konnte, um das Spiel zu drehen. Hannover-Fans vermuteten damals eine bewusste Flutlichtmanipulation, die von Cottbuser Seite nie eingestanden wurde.

## Weitere Abteilungen

### Badminton
Hannover 96 gehört im Badminton zu den Vereinen der ersten Stunde in Deutschland. 1958 gelang mit der Vizemeisterschaft der größte Erfolg in dieser Sportart.

#### Erfolge
| Saison    | Veranstaltung                         | Disziplin    | Platz | Name                                                               |
| --------- | ------------------------------------- | ------------ | ----- | ------------------------------------------------------------------ |
| 1957/58   | Deutsche Mannschaftsmeisterschaft     | Mannschaft   | 2     | Hannover 96                                                        |
| 1980/81   | Deutsche Mannschaftsmeisterschaft U14 | Mannschaft   | 1     | Hannover 96                                                        |
| 1995/96   | Deutsche Einzelmeisterschaft O65      | Damendoppel  | 2     | Anne Laube (Hannover 96) / Charlotte Huismann (Comet Braunschweig) |
| 1995/96   | Deutsche Einzelmeisterschaft U14      | Herrendoppel | 2     | Matthias Krawietz / Timo Teulings (Hannover 96)                    |
| 1996/97   | Deutsche Einzelmeisterschaft O50      | Herreneinzel | 2     | Walter Strootmann (Hannover 96)                                    |
| 1998/99   | Deutsche Einzelmeisterschaft O65      | Damendoppel  | 2     | Anne Laube (Hannover 96) / Margarete Billian (TSG Augsburg)        |
| 1998/99   | Deutsche Einzelmeisterschaft O65      | Mixed        | 2     | Philipp Siebenhaar (TV Mainz-Zahlbach) / Anne Laube (Hannover 96)  |
| 1999/2000 | Deutsche Einzelmeisterschaft O70      | Mixed        | 2     | Herbert Heideck / Anne Laube (SV Wilhelmshaven / Hannover 96)      |
| 1999/2000 | Deutsche Einzelmeisterschaft O70      | Dameneinzel  | 1     | Anne Laube (Hannover 96)                                           |
| 2000/01   | Deutsche Einzelmeisterschaft O70      | Dameneinzel  | 3     | Anne Laube (Hannover 96)                                           |
| 2001/02   | Deutsche Einzelmeisterschaft O70      | Mixed        | 3     | Herbert Heideck / Anne Laube (SV Wilhelmshaven / Hannover 96)      |
| 2002/03   | Deutsche Einzelmeisterschaft O70      | Mixed        | 2     | Herbert Heideck / Anne Laube (SV Wilhelmshaven / Hannover 96)      |
| 2003/04   | Deutsche Einzelmeisterschaft O70      | Damendoppel  | 1     | Anne Laube / Margarete Billian (Hannover 96 / TSG Augsburg)        |
| 2003/04   | Deutsche Einzelmeisterschaft O70      | Mixed        | 3     | Herbert Heideck / Anne Laube (SV Wilhelmshaven / Hannover 96)      |
| 2006/07   | Deutsche Einzelmeisterschaft O60      | Herreneinzel | 3     | Walter Strootmann (Hannover 96)                                    |

### Billard
Die Billard-Abteilung wurde 2004 gegründet. 2008 stieg die erste Mannschaft in die 2. Bundesliga auf und schaffte in ihrer ersten Zweitligasaison den Aufstieg in die 1. Bundesliga. Dort belegte sie 2009/10 den fünften Platz. Anschließend wurde die Bundesligamannschaft abgemeldet und die Billard-Abteilung des Vereins aufgelöst. Neben John Blacklaw, Dominic Jentsch und Thomas Lüttich, die 2008 beziehungsweise 2009 als Mitglieder von Hannover 96 Deutsche Einzelmeister wurden, spielte auch der mehrfache Welt- und Europameister Oliver Ortmann für Hannover 96.

### Handball
Hannover 96 ist im Handball Kooperationspartner des Bundesligisten TSV Hannover-Burgdorf.

### Leichtathletik

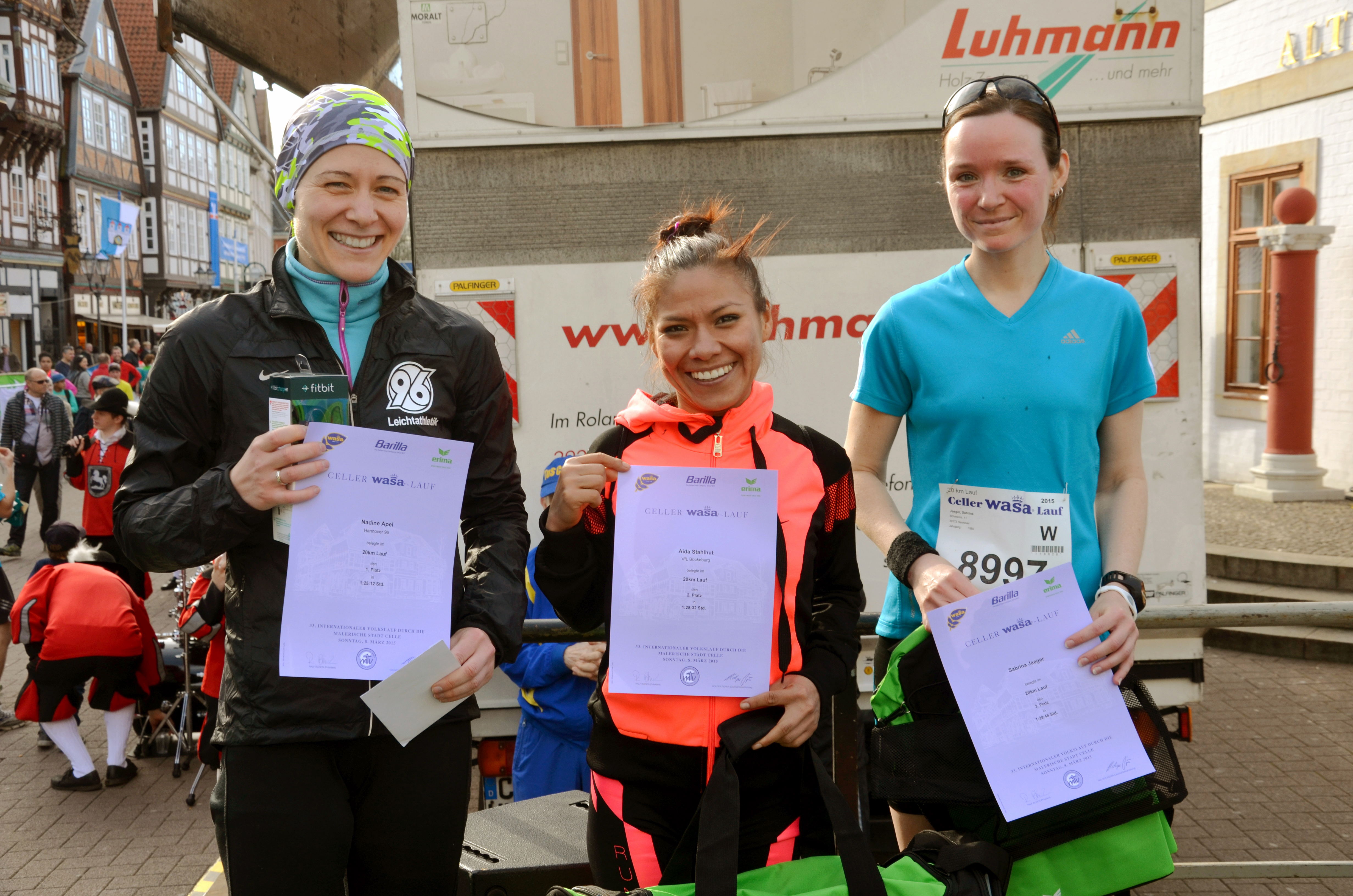
Nadine Apel von Hannover 96, Siegerin des 20-km-Laufs 2015 beim 33. Celler Wasa-Lauf;
mit Aida Stahlhut vom VfL Bückeburg und Sabrina Jaeger aus Hannover

Der erste international erfolgreiche Leichtathlet des Vereins war Hermann Blazejezak als Europameister 1938 mit der 4-mal-400-Meter-Staffel.
Die Leichtathletikabteilung war insbesondere in den 1950er und 1960er Jahren sehr erfolgreich. Den größten internationalen Erfolg erreichte der Sprinter Walter Mahlendorf, der mit der 4-mal-100-Meter-Staffel 1958 Europameister und 1960 Olympiasieger wurde. National war der Vizeeuropameister von 1966 Hinrich John mit fünf deutschen Meistertiteln von 1964 bis 1968 im 110-Meter-Hürdenlauf erfolgreicher als Mahlendorf. 1958, 1963 und 1964 gewann die Sprintstaffel der Damen den Titel bei den deutschen Meisterschaften, wobei Erika Fisch an allen drei Meisterschaften beteiligt war; 1964 war auch Liesel Westermann Mitglied der Staffel, die 1966 und 1967 im Trikot von Hannover 96 den deutschen Meistertitel im Diskuswurf gewann, bevor sie nach Leverkusen wechselte. Peter Lehmann wurde Anfang der 70er-Jahre mehrmals deutscher Jugendmeister (in Stuttgart und Schweinfurt), war Mitglied im Olympianachwuchskader für München 1972 und startete für die deutsche Nationalmannschaft. Später wechselte er zum VfL Wolfsburg.
Die bislang letzte Athletin von Hannover 96 bei internationalen Meisterschaften war Maren Schwerdtner, die bei den Europameisterschaften 2010 den neunten Platz im Siebenkampf belegte.

### Tennis
Die Tennissparte ist eine der ältesten Abteilungen von Hannover 96 und kann inzwischen auf eine mehr als hundertjährige Geschichte zurückblicken. Einen Einschnitt gab es in den Jahren 1933–1945, weil der Verein viele „nicht-arische“ Mitglieder ausschloss. Unter anderem organisiert der Verein auch die Turniere in Hannover für die deutschen Meisterschaften unter dem Dach des Deutschen Tennis Bundes (DTB).

### Tischfußball
2015 schloss sich der Tischfußballverein KGB Hannover dem Verein Hannover 96 an. Die KGB Hannover (Krökelgemeinschaft Hannover-Badenstedt) war zu dieser Zeit bereits äußerst erfolgreich als mehrfacher Deutscher Meister in der DTFL Tischfußball-Bundesliga (2005 bis 2007 und 2011 bis 2014). Diese Erfolge wurden nach Anschluss an Hannover 96 in den Jahren 2017, 2018, 2019 sowie 2022 und 2023 wiederholt, wobei 2020 und 2021 wegen der Corona-Pandemie kein Ligabetrieb stattfand. Die Tischfußballsparte von Hannover 96 ist somit als Rekordmeister eine der dominierenden Mannschaften im deutschen Tischfußballsport.

### Tischtennis
2004 schloss sich die Tischtennisabteilung des TSV Kirchrode dem Verein Hannover 96 an. Da deren Damenmannschaft damals in der 2. Bundesliga Nord spielte, trat ab 2004 Hannover 96 an dessen Stelle in dieser Klasse an. 2008 gelang in der Besetzung Mo Zhang, Monika Pietkiewicz, Helen Lower, Aneta Martinkova und Christina Lienstromberg der Aufstieg in die 1. Bundesliga. Zwei Jahre später musste die Mannschaft wieder absteigen. Obwohl es in der folgenden Saison 2010/11 Meister in der 2. BL wurde, zog der Verein die Mannschaft aus finanziellen Gründen in die Regionalliga zurück. 2012 folgte ein weiterer Abstieg in die Oberliga. Die Damenmannschaft trat 2022 geschlossen zum TTK Großburgwedel.
1. ↑  Zeitschrift tischtennis, 2004/7 Seite 4.
2. ↑  Zeitschrift tischtennis, 2022/5 Region 2 Seite 6.

### Floorball
Floorball ist seit 2015 im Angebot von Hannover 96. Die erste Herrenmannschaft spielte von 2015 bis 2019 und seit 2024 in der 2. Bundesliga Nord/West.
2022 gewann die Herren Großfeldmannschaft die Norddeutsche Meisterschaft, zudem wurde sie von 2022 bis 2024 Meister in der Regionalliga Nordwest.

### Sonstige Abteilungen
- Traditionsabteilung
- Fit & Kids
- Sportkegeln
- Tennis
- Triathlon
- Schach seit 1/2012 durch Übernahme des PSC

## Ausstellung im Historischen Museum

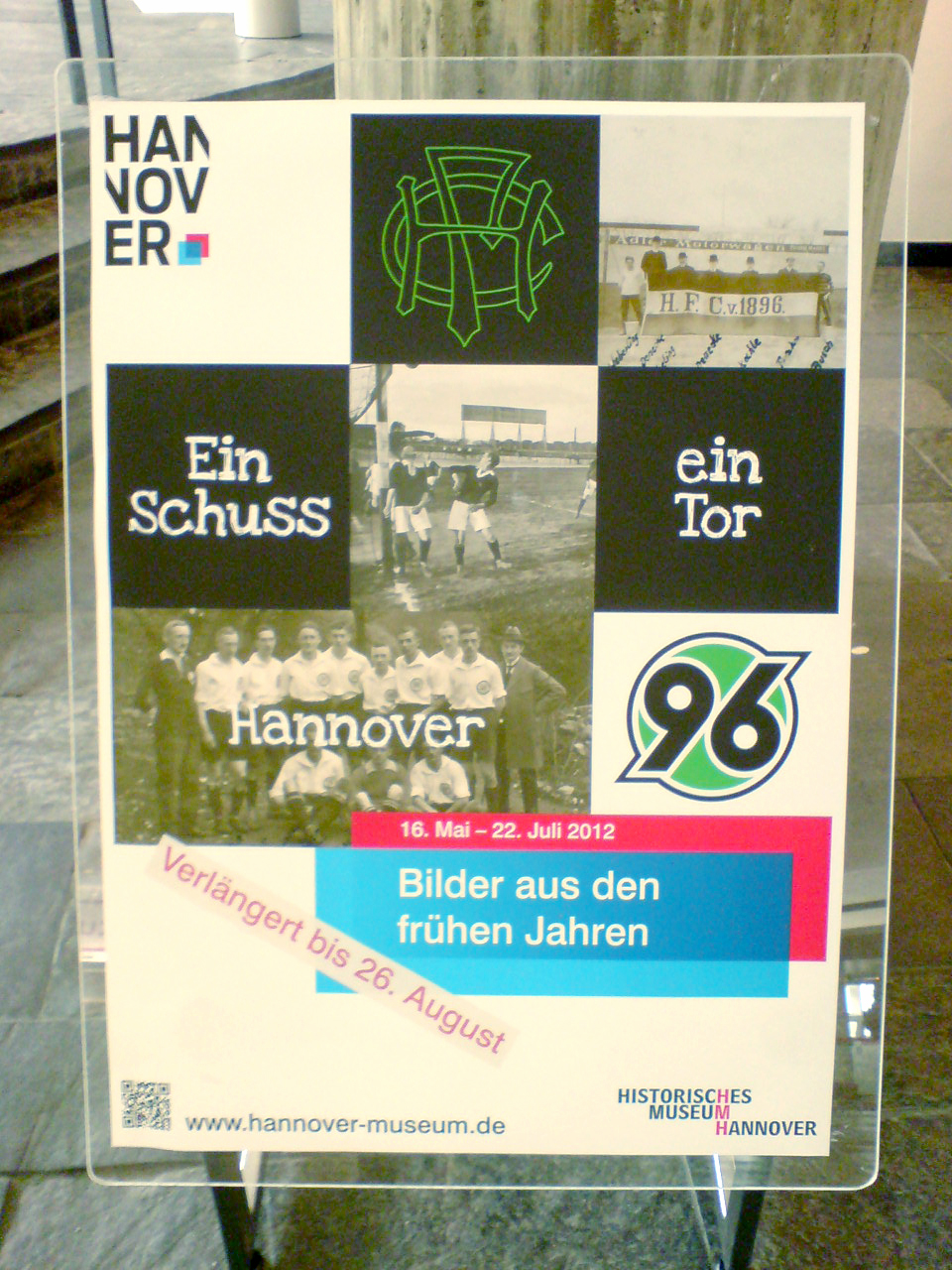
… „Verlängerung!“ – bis 26. August 2012

Das Historische Museum zeigte vom 16. Mai bis zum 26. August 2012 eine Ausstellung unter dem Titel „Ein Schuss – ein Tor – Hannover 96 – Bilder aus den frühen Jahren“. Zu der Ausstellung erschien ein reich illustriertes Begleitbuch.